# Amazônia
Amazônia(pt-BR) ou Amazónia(pt-PT?) é uma floresta latifoliada úmida que cobre a maior parte da Bacia Amazônica na América do Sul. Esta bacia (Marañon, Solimões, Amazonas) abrange 7 milhões de quilômetros quadrados distribuído por nove países: Brasil, Bolívia, Peru, Colômbia, Equador, Venezuela, Guiana, Guiana Francesa (departamento ultramarino da França) e Suriname (atual Amazônia Natural), dos quais 5 milhões e meio de quilômetros quadrados são cobertos pela esta floresta tropical.
Esta região inclui territórios pertencentes a nove nações. A maioria das florestas está contida dentro do Brasil, com aproximadamente 60% da floresta, seguida pelo Peru com 16% e com partes menores na Colômbia, Equador, Bolívia, Venezuela, Guiana, Suriname e a Guiana Francesa. Estados ou departamentos de quatro nações vizinhas do Brasil têm o nome de Amazonas por isso (departamento colombiano Amazonas, estado venezuelano Amazonas). A Amazônia representa mais da metade das florestas tropicais remanescentes no planeta e compreende a maior biodiversidade em uma floresta tropical no mundo. É um dos seis grandes biomas brasileiros.
No Brasil, por efeitos de governo e economia, a Amazônia é delimitada por uma área chamada"Amazônia Legal" definida a partir da criação da Superintendência do Desenvolvimento da Amazônia (SUDAM), em 1966. É chamado também de Amazônia o bioma que, no Brasil, ocupa 49,29% do território e abrange três das cinco divisões regionais do país (Norte, Nordeste e Centro-Oeste), sendo o maior bioma terrestre do país.
Uma área de seis milhões de hectares no centro de sua bacia hidrográfica, incluindo o Parque Nacional do Jaú, foi considerada pela UNESCO, em 2000 (com extensão em 2003), Patrimônio da Humanidade. A Amazônia também foi pré-selecionada em 2008 como candidata a uma das sete maravilhas naturais do mundo, sendo classificada em primeiro lugar no Grupo E, a categoria para as florestas, parques nacionais e reservas naturais, em fevereiro de 2009. O desmatamento da Floresta Amazônica é um dos maiores problemas da agricultura brasileira, pois altera os padrões de chuvas e aumenta a temperatura, o que reduz a produtividade.

## Etimologia
Entre 1540 e 1542, Francisco de Orellana desceu o rio Amazonas em toda sua extensão, a partir dos Andes. O rio foi batizado de rio Orellana, também chamado entre outros nomes. Alguns trabalhos indicam também os nomes rio de la Canela, rio Grande de La Mar Dulce e rio Marañon.
Orellana, através do frei Gaspar de Carvajal, seu cronista, relatou ter encontrado em um lugar ao longo do curso do rio, possíveis guerreiras indígenas que, através dele, as relacionou com as mitológicas Amazonas, em referência a lendária tribo de mulheres guerreiras da mitologia helênica. A partir daí, o rio seria chamado rio das Amazonas, hoje Rio Amazonas, do qual derivou-se o termo Amazônia.
Em 1808, Humboldt usaria o termo Hileia (Hylaea) para denominar a região. Silva (1833) a chamaria de país das Amazonas (termo popularizado pelo barão Santa Anna Néri, 1899), e Rugendas (1835) de região do Amazonas.
Martius (1858) a chamaria de Nayades. Wappäus (1884) usaria os termos "zona equatorial", "mata tropical" ou "Hylaea do Amazonas".

## Subdivisões

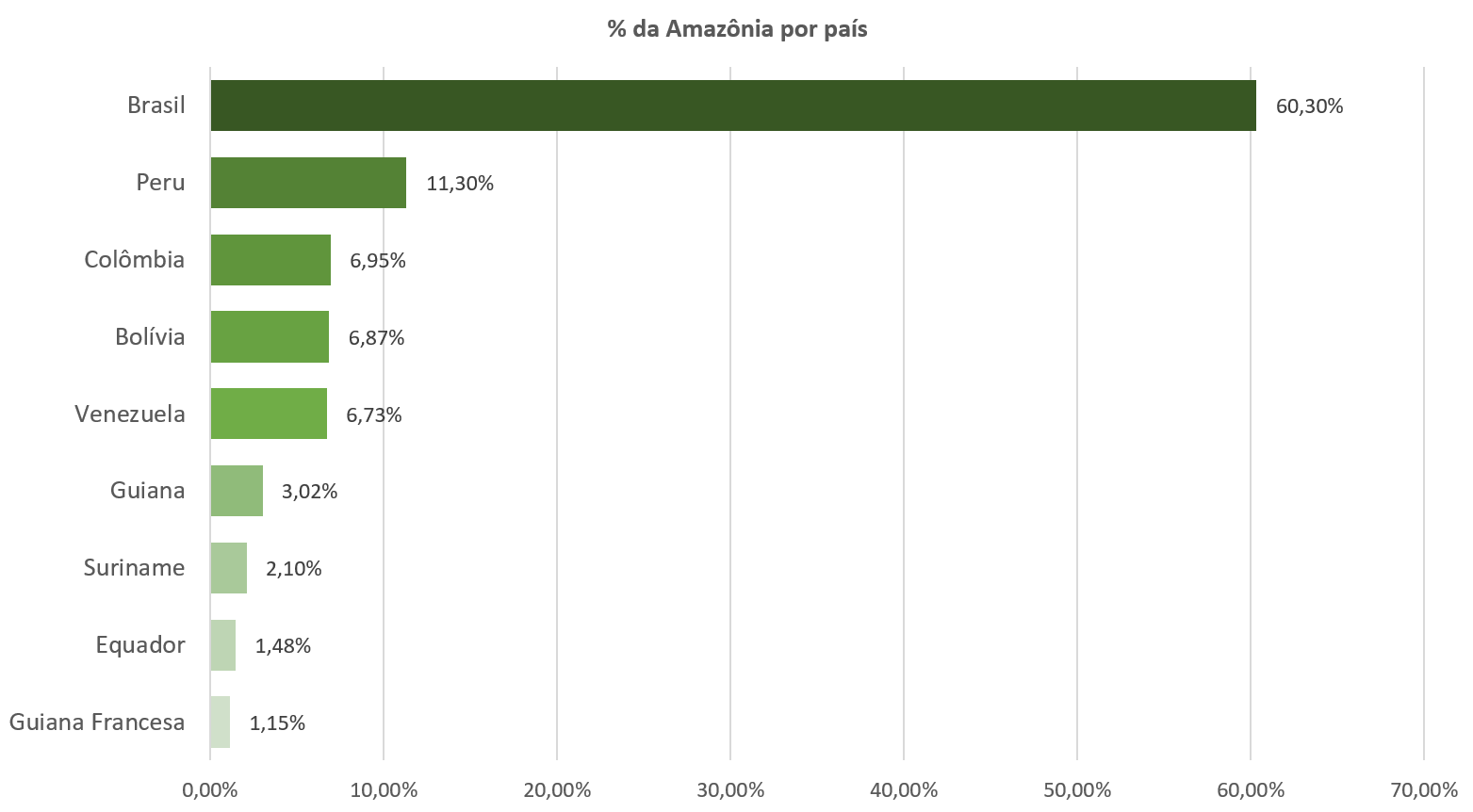
Percentual da Amazônia contido em cada país.

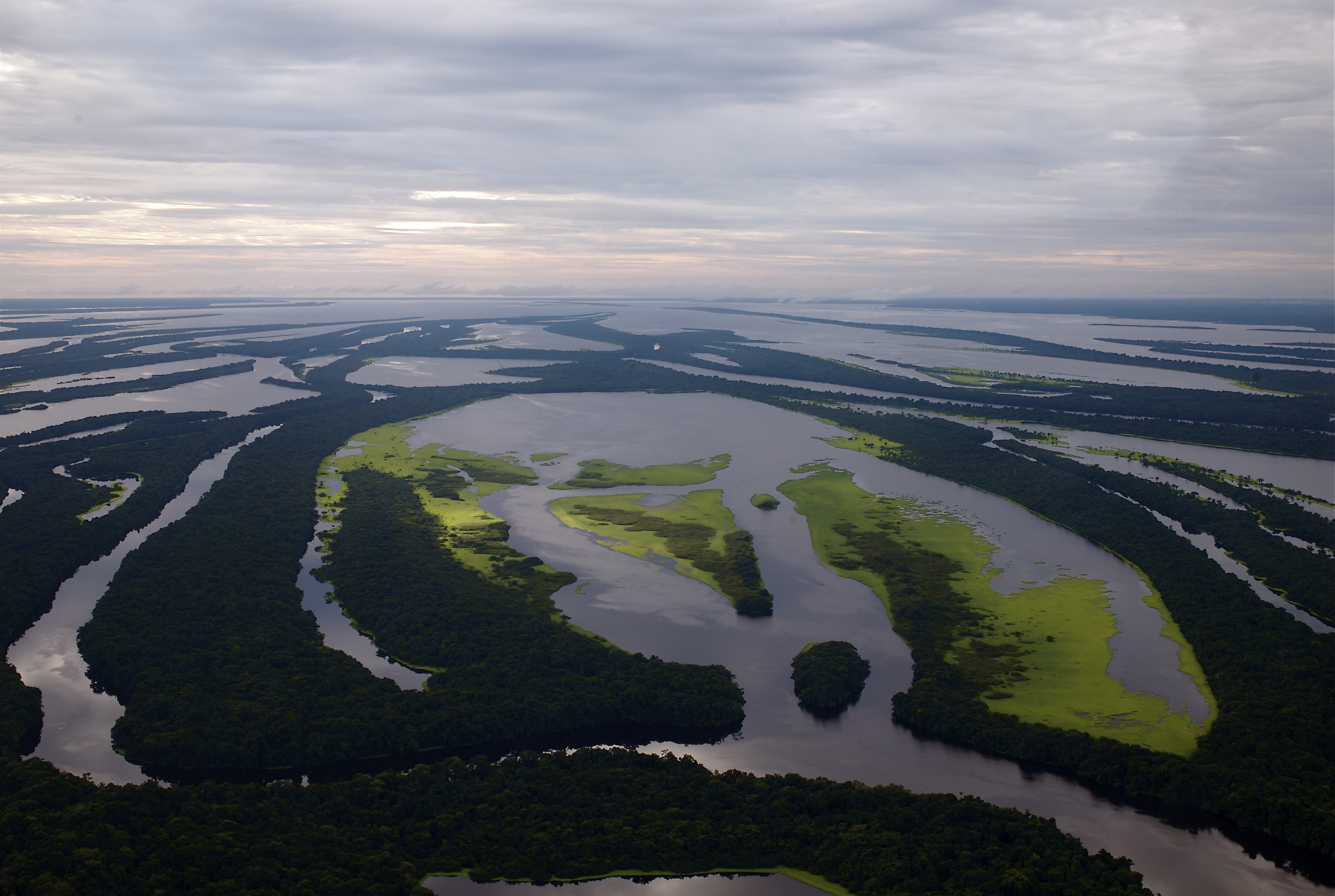
Parque Nacional de Anavilhanas, no Amazonas, Brasil.

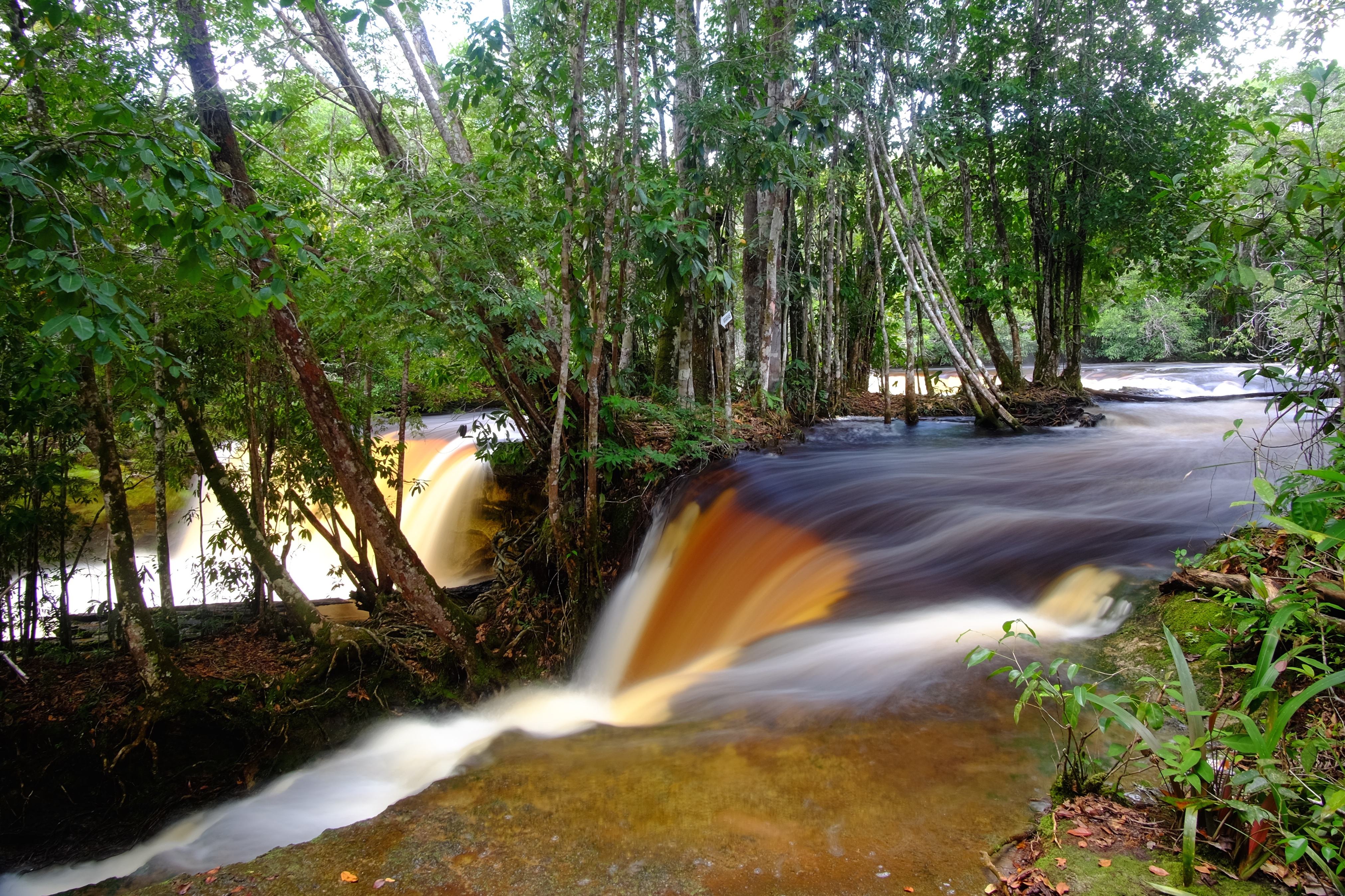
Parque Nacional da Amazônia, no Pará, Brasil.

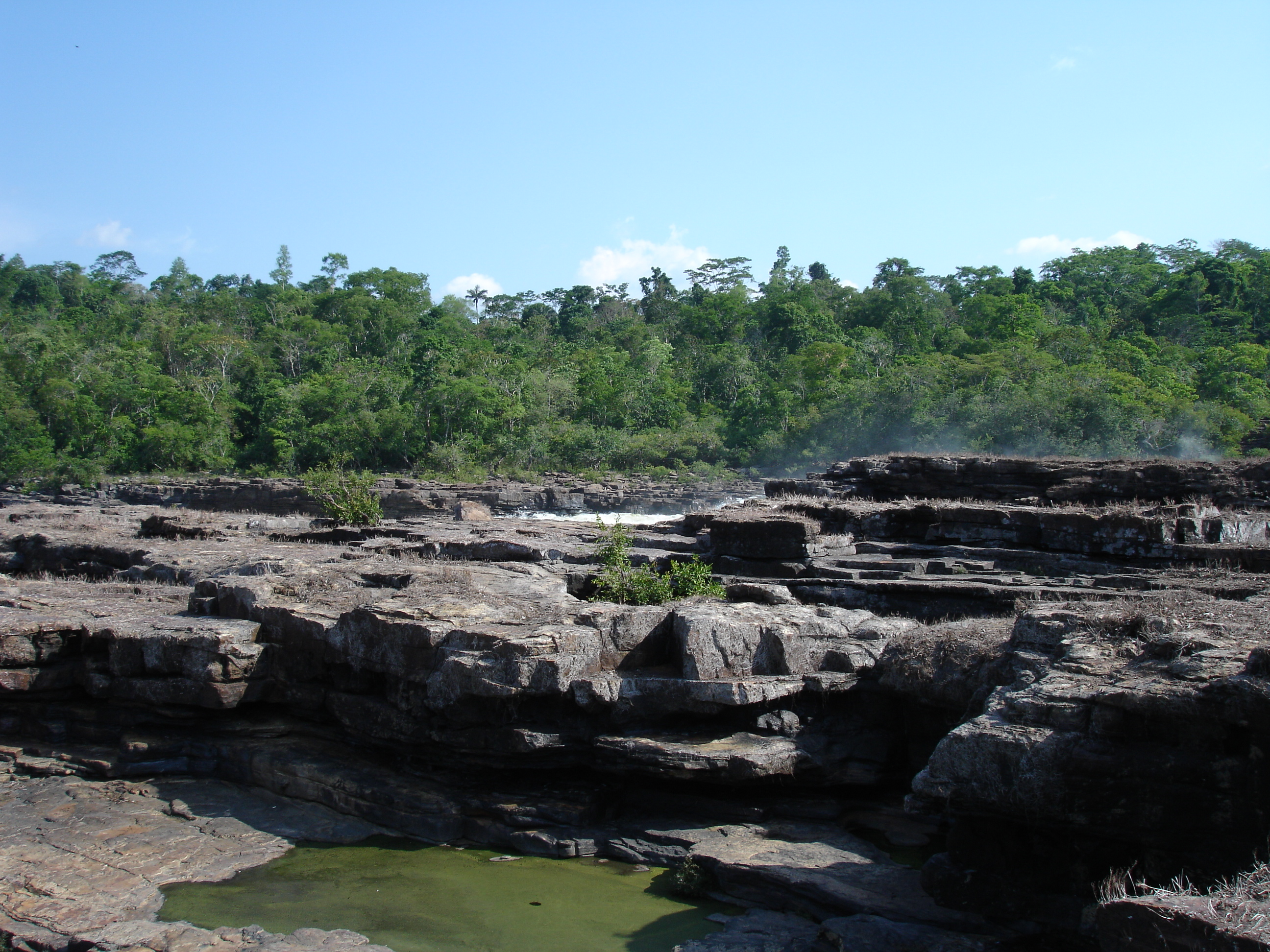
Parque Nacional do Juruena, no Mato Grosso, Brasil.

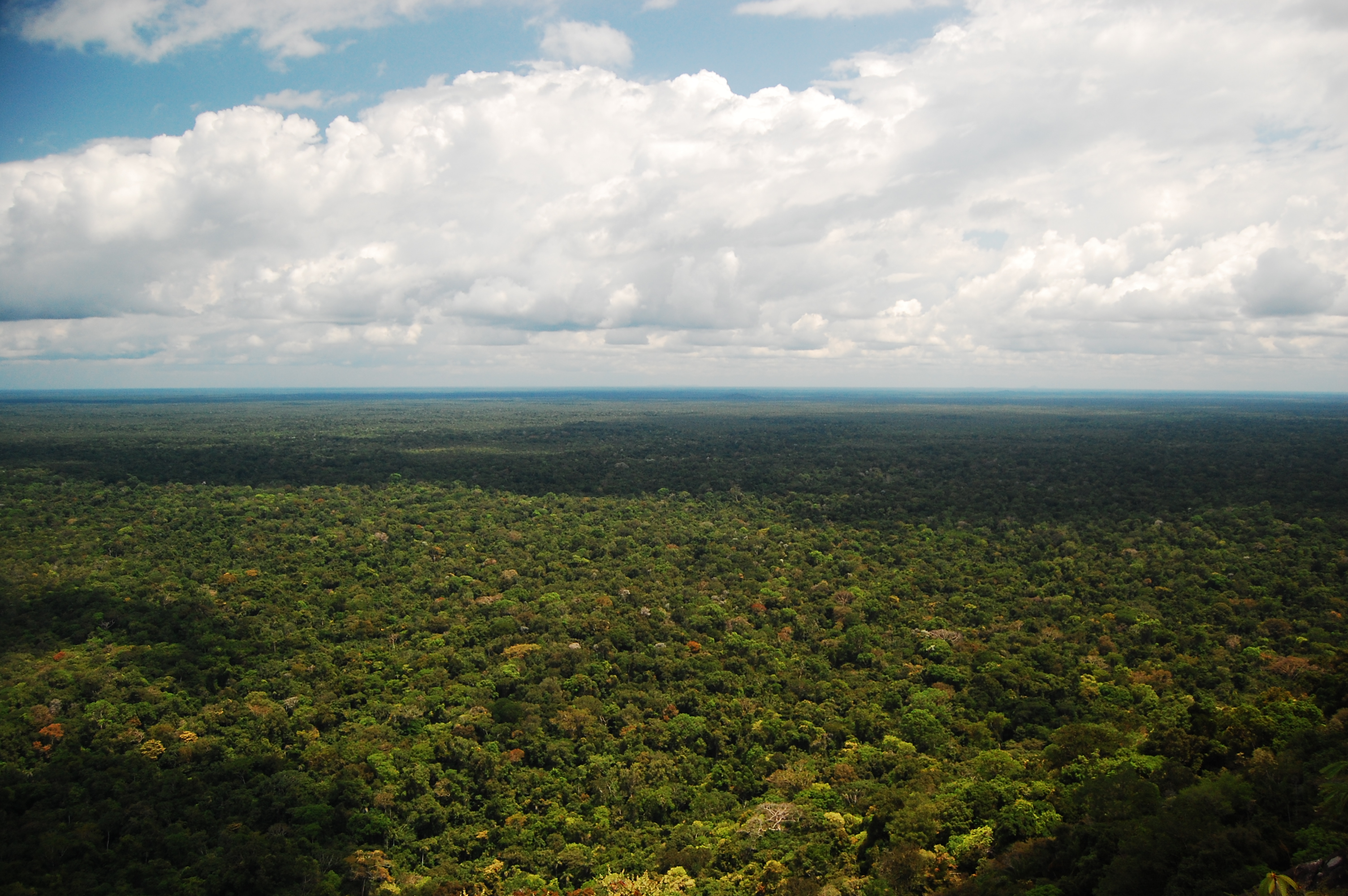
Parque Nacional do Pico da Neblina, Amazonas.

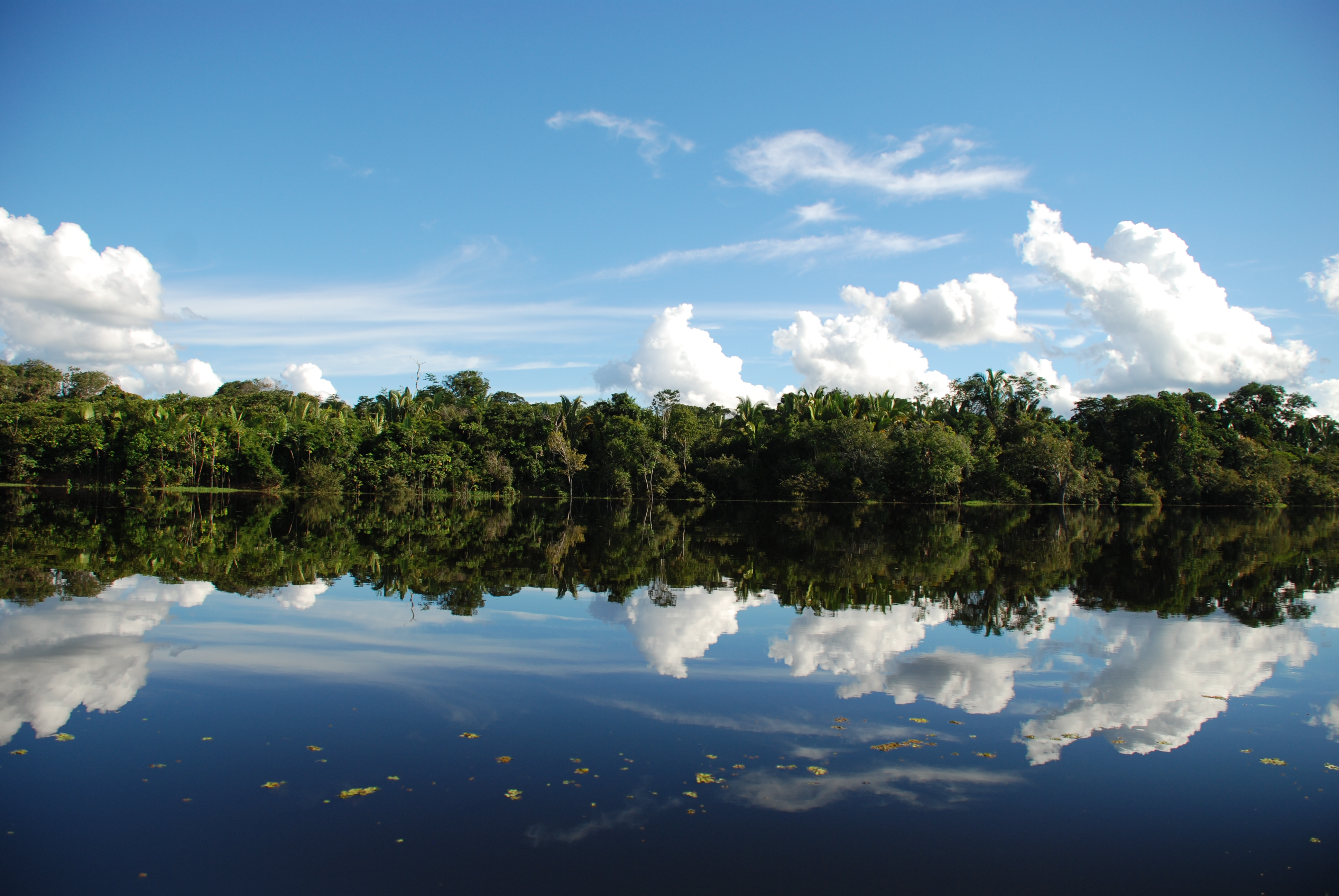
Parque Estadual Rio Negro Setor Sul, Amazonas.

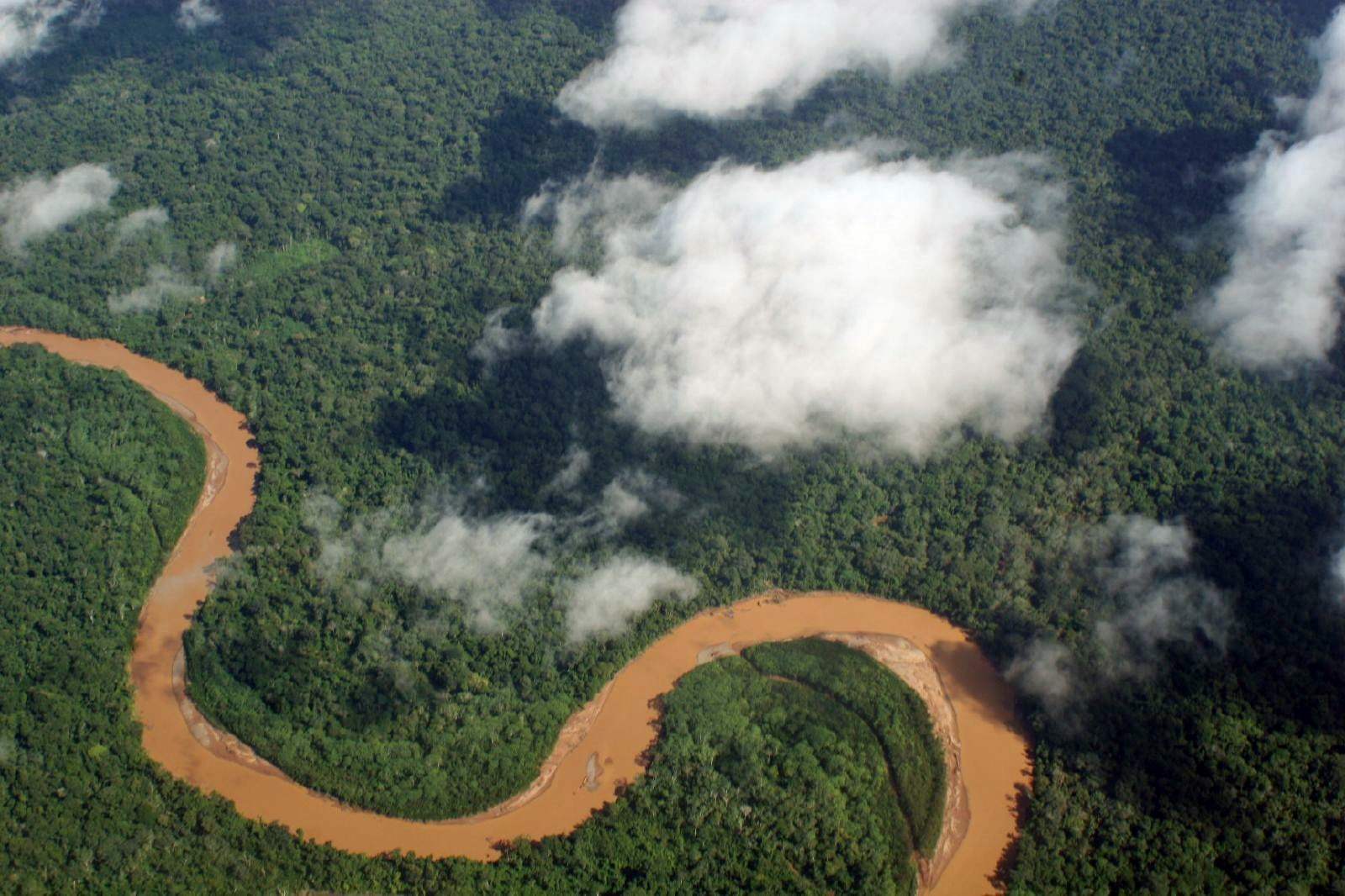
Fotografia aérea da Amazônia boliviana

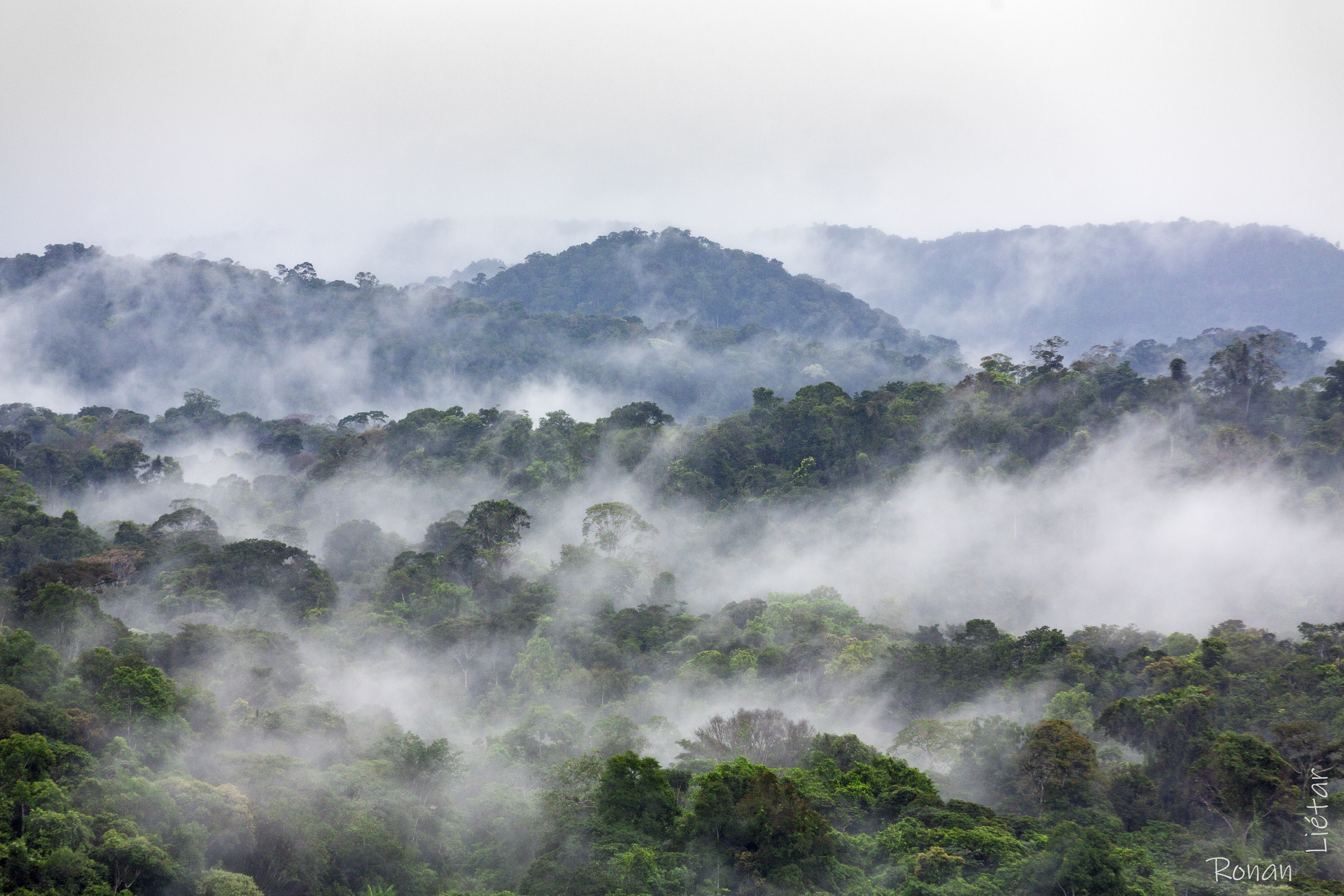
Floresta Amazônica na Guiana Francesa

A conceito de Amazônia pode variar dependendo do ponto de vista (fisiográfico, geomorfológico, biogeográfico, político, de planejamento territorial, etc.), Da mesma maneira, variam sua extensão, suas subdivisões e a terminologia utilizada.

### Por País
O Brasil aproximadamente 60% da área da bacia hidrográfica do rio Amazonas (Solimões/Amazonas), mas a maior parte do território peruano está coberto por florestas amazônicas, cobrindo mais de 60% do país andino-amazônico (782,880.55 km²).
| País            | %      |
| --------------- | ------ |
| Brasil          | 60,30% |
| Peru            | 11,30% |
| Colômbia        | 6,95%  |
| Bolívia         | 6,87%  |
| Venezuela       | 6,73%  |
| Guiana          | 3,02%  |
| Suriname        | 2,10%  |
| Equador         | 1,48%  |
| Guiana Francesa | 1,15%  |

### Por biogeografia
Divisão fitogeográfica de Ducke e Black (1954):
- Setor Atlântico
- Setor Nordeste
- Setor Sudeste
- Setor Norte
- Setor Sul

Divisão fitogeográfica proposta por Rizzini (1963):
- Província Amazônica (inclui Floresta amazônica e Campos do Alto Rio Branco)
  - Subprovíncia do Alto Rio Branco
  - Subprovíncia do Jari-Trombetas
  - Subprovíncia do Rio Negro
  - Subprovíncia da Planície Terciária

Esquema biogeográfico, por Morrone (2001):
- Região Neotropical
  - Sub-região Amazônica
    - Províncias: Napo, Imerí, Guiana, Guiana Húmida, Roraima, Amapá, Várzea, Ucayali, Madeira, Tapajós-Xingú, Pará, Pantanal, Yungas

### Por ecologia da vegetação
Em termos de vegetação, Martius (1824) já citava a distinção, na região amazônica, entre "mato virgem" (florestas), "gabós" (igapós) e "campinas".
Spruce (1908) elencou os seguintes tipos de vegetação na Amazônia:
- mato (ou floresta virgem, de terra firme, caa-guaçú, monte alto),
- matinho (capoeiras, florestas recentes, rastrojos),
- floresta de gapó (ou ripárias, igapós, rebalsas),
- florestas baixas (ou brancas, caa-tingas, monte bajo),
- savanas (ou campos),
- e caatinga-gapó.

Ducke e Black (1954) usaram as seguintes categorias:
- Florestas
  - Mata da várzea
  - Mata da terra firme
- Áreas abertas ou savanas
  - Campos da várzea
  - Campos firmes
  - Campinas
- Campinaranas (transição entre campos e florestas)
- Catingas do alto rio Negro

Braga (1979) adotou um esquema e nomenclatura ligeiramente diferentes:
- Floresta de terra firme
- Floresta de várzea
- Floresta de igapó
- Manguezais
- Campos de várzea
- Campos de terra firme
- Campinas
- Vegetação serrana
- Vegetação de restinga

Tipos de vegetação por Rizzini (1997):
- Florestas pluviais (= florestas húmidas)
  - Floresta amazônica (= Hileia)
    - Mata de várzea
    - Mata de terra firme
    - Igapó
    - Catingas do rio Negro

Tipos de vegetação presentes na região florística amazônica, segundo o IBGE (2012):
- floresta ombrófila densa
- floresta ombrófila aberta
- floresta estacional sempre-verde
- campinarana

### Bioma floresta de montanha
Essas regiões contam com uma vegetação chamada de floresta de montanha e ocorrem desde o extremo oeste da Amazônia, no Peru e na Colômbia, em alguns locais da Bolívia, no estado brasileiro do Acre e na divisa do Brasil com a Venezuela. Nesse último local, é onde encontramos o Monte Roraima e o Pico da Neblina, considerado o ponto mais alto do Brasil.

### Bioma floresta de manguezais
Os mangues propriamente ditos, chamam a atenção por suas raízes, que ficam expostas acima do solo lodoso e formam redes complexas capazes de sustentar os altos troncos e as copas cheias.

### Bioma savanas
As savanas amazônicas não são as mesmas das encontradas no continente africano. Na verdade, possuem fisionomia parecida com o bioma do Cerrado, encontrado na parte central do Brasil. "É uma formação campestre, com vegetação de porte baixo, como gramíneas, e árvores tortuosas mais esparsas entre si", explica Viana.

### Bioma floresta de várzea
A floresta de várzea é uma área inundada sazonalmente por rios de água branca, ricos em nutrientes e com pH neutro . Essas florestas abrigam alta diversidade biológica, com até 140 espécies de árvores por hectare, influenciada pelo pulso de inundação que regula os ciclos ecológicos. A várzea é classificada em baixa, alta, chavascal e matupá, cada uma com características específicas de solo, flora e fauna. Peixes utilizam as áreas alagadas como abrigo e fonte de alimento durante as cheias. As plantas exibem adaptações estruturais às inundações. Herbáceas aquáticas e macrófitas desempenham papéis importantes na sucessão ecológica e na cadeia alimentar. A várzea possui maior diversidade florística do que os igapós. Também há tipos especiais como várzeas de maré e páleo-várzeas, que ampliam a diversidade de habitats. As florestas de várzea são essenciais para a biodiversidade e economia amazônica. 

### Bioma floresta de igapó
Assim como as várzeas, as florestas de igapó também entram na categoria de matas alagáveis da Amazônia. Mas com uma diferença. "Elas são permanentemente inundadas, não havendo um período em que a água dos rios escoa de volta", explica Pedro Viana, do museu Emílio Goeldi.

### Bioma floresta de terra firme
As matas de terra firme ocorrem nas regiões do bioma cujo relevo é mais alto e ficam longe das águas dos rios mesmo durante a estação chuvosa. Elessandra Nogueira Lopes, professora da Universidade Federal do Pará especialista em manejo e conservação do solo, explica que, justamente por isso, as características desse ecossistemas são marcadas por um solo profundo, relativamente pobre em nutrientes, mas com enorme quantidade e diversidade de árvores de grande porte.

### Bioma canga amazônica
A canga amazônica é uma vegetação de campo rupestre que ocorre sobre formações de rochas ferríferas na Serra dos Carajás, no sudeste do estado do Pará. No geral, incluem vegetação rupícola, associada a rochas expostas; campos graminosos e savanas que ocorrem onde o substrato rochoso está mais fragmentado; vegetação higrófila, associada a riachos e lagoas, perenes ou sazonais; e os capões de floresta decídua ou semidecídua associados a áreas com maior acúmulo de matéria orgânica sobre o substrato ferruginoso

## História

### Formação
A floresta provavelmente se formou durante o período Eoceno. Ela apareceu na sequência de uma redução global das temperaturas tropicais do Oceano Atlântico, quando ele tinha se alargado o suficiente para proporcionar um clima quente e úmido para a bacia amazônica. A floresta tropical tem existido por pelo menos 55 milhões de anos e a maior parte da região permaneceu livre por biomas do tipo savanas por, pelo menos, até a Era do Gelo Atual, quando o clima era mais seco e as savanas mais generalizadas.

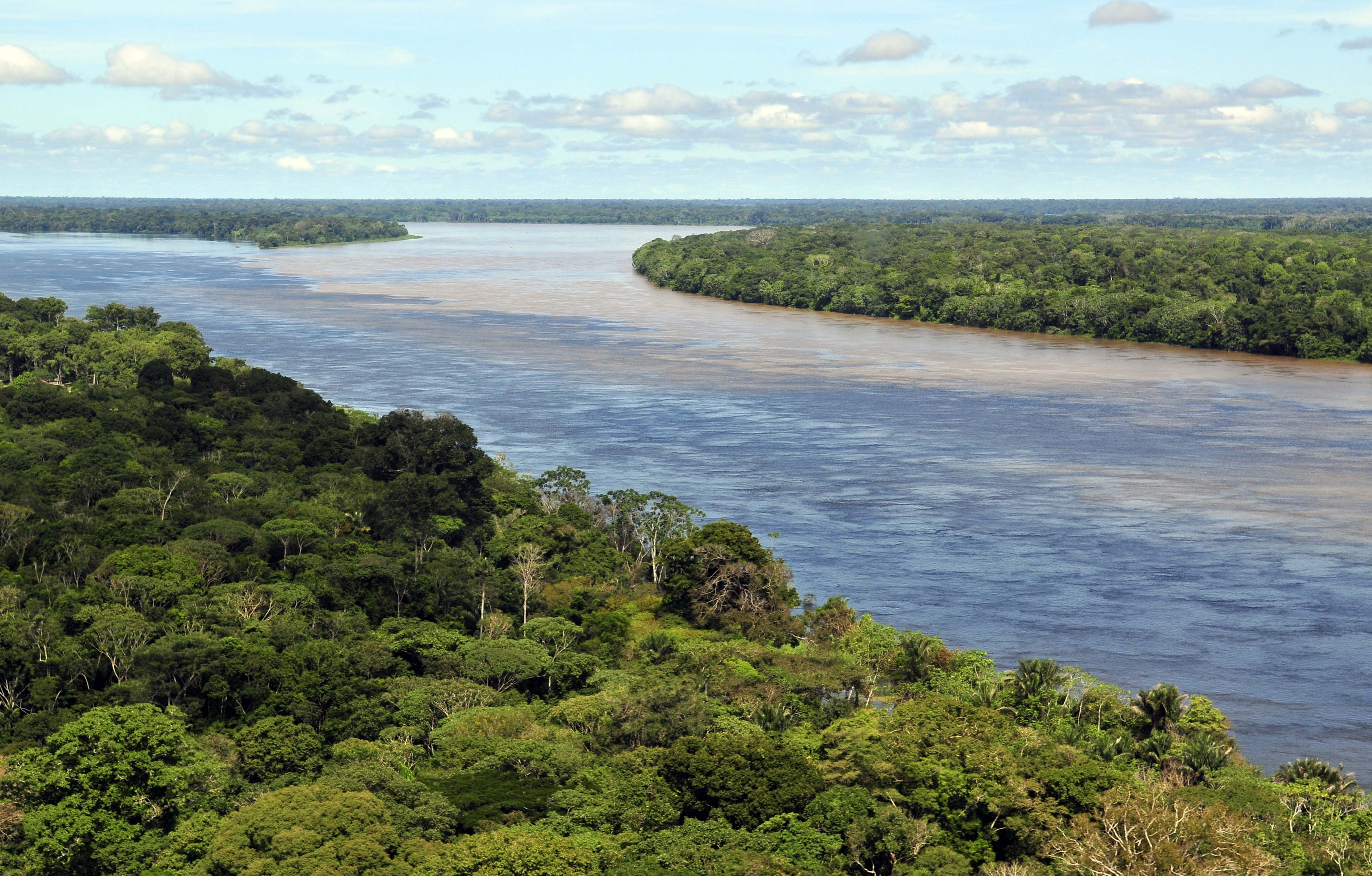
Parte da Amazônia brasileira em área próxima a Manaus.

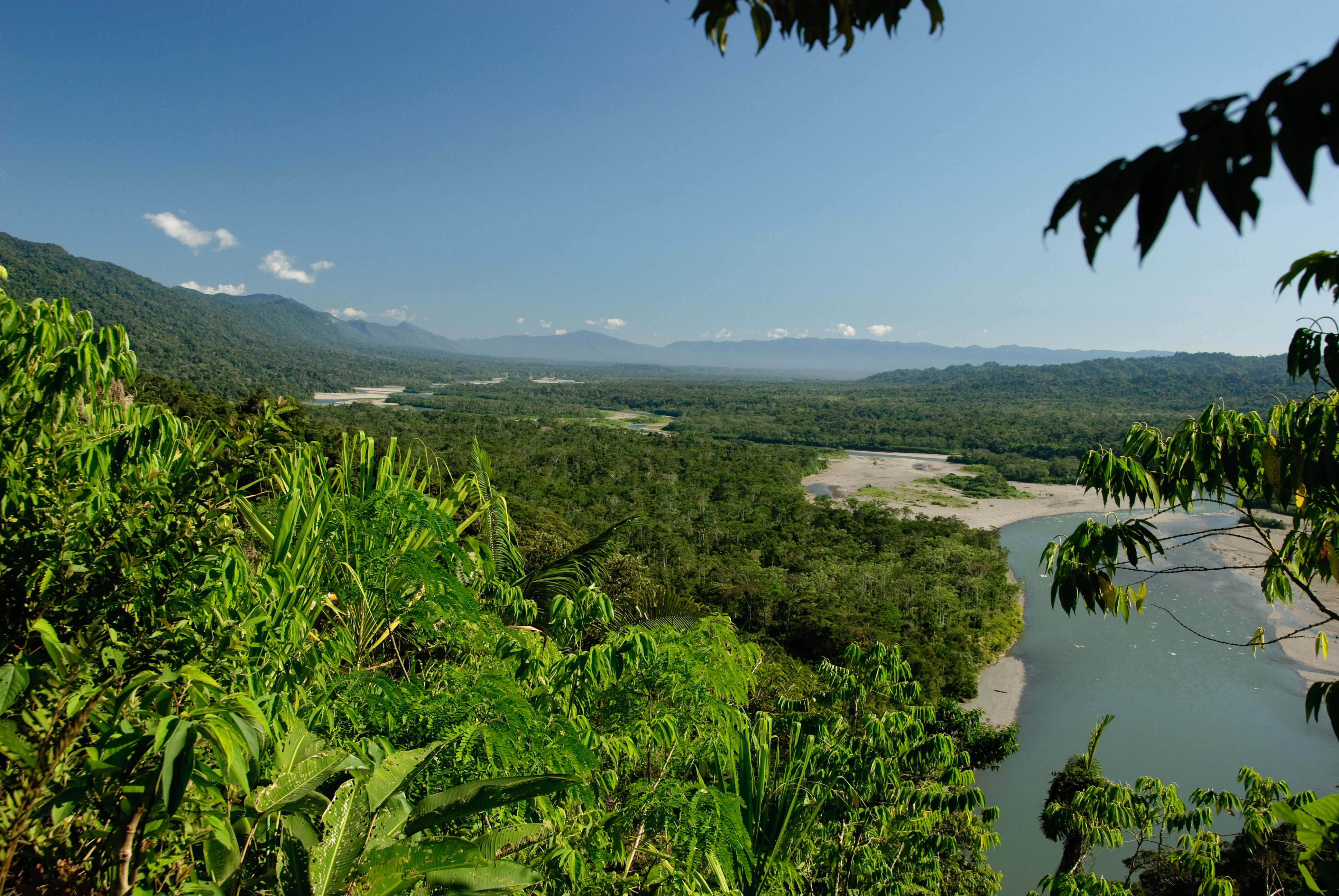
Vista do Parque Nacional de Manú, no Peru.

Após o evento da Extinção Cretáceo-Paleogeno, a subsequente extinção dos dinossauros e o clima mais úmido permitiram que a floresta tropical se espalhasse por todo o continente. No período de há 65 a 34 milhões de anos, a floresta se estendia a sul do Paralelo 45 S. Flutuações climáticas durante os últimos 34 milhões anos têm permitido que as regiões de savana se expandam para os trópicos. Durante o período Oligoceno, por exemplo, a floresta tropical atravessou a faixa relativamente estreita que ficava em sua maioria acima da latitude 15 °N. Expandiu-se novamente durante o Mioceno Médio e, em seguida recolheu-se a uma formação na maior parte do interior no último máximo glacial. No entanto, a floresta ainda conseguiu prosperar durante estes períodos glaciais, permitindo a sobrevivência e a evolução de uma ampla diversidade de espécies.
Durante Mioceno Médio, acredita-se que a bacia de drenagem da Amazônia foi dividida ao longo do meio do continente pelo Arco de Purus. A água no lado oriental fluiu para o Atlântico, enquanto a água a oeste fluiu em direção ao Pacífico através da Bacia do Amazonas. Com o crescimento do Andes, no entanto, uma grande bacia foi criada em um lago fechado, agora conhecida como a Bacia do Solimões. Dentro dos últimos 5-10 milhões de anos, esta acumulação de água rompeu o Arco de Purus, juntando-se em um fluxo único em direção ao leste do Oceano Atlântico.
Há evidências de que tenha havido mudanças significativas na vegetação da floresta tropical amazônica ao longo dos últimos 21 000 anos através do Último Máximo Glacial e a subsequente deglaciação. Análises de depósitos de sedimentos de paleolagos da Bacia do Amazonas indicam que a precipitação na bacia durante o UMG foi menor do que a atual e isso foi quase certamente associado com uma cobertura vegetal tropical úmida reduzida na bacia. Não há debate, no entanto, sobre quão extensa foi essa redução. Alguns cientistas argumentam que a floresta tropical foi reduzida para pequenos e isolados refugia, separados por floresta aberta e pastagens; outros cientistas argumentam que a floresta tropical permaneceu em grande parte intacta, mas muito se estendeu muito menos para o norte, sul e leste do que é visto hoje.

### Presença humana

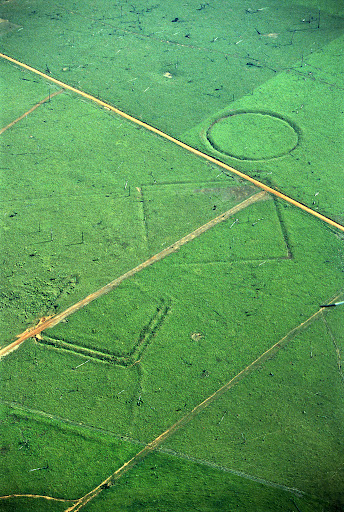
Geoglifos em terras desmatadas na floresta amazônica do Acre, no Brasil.

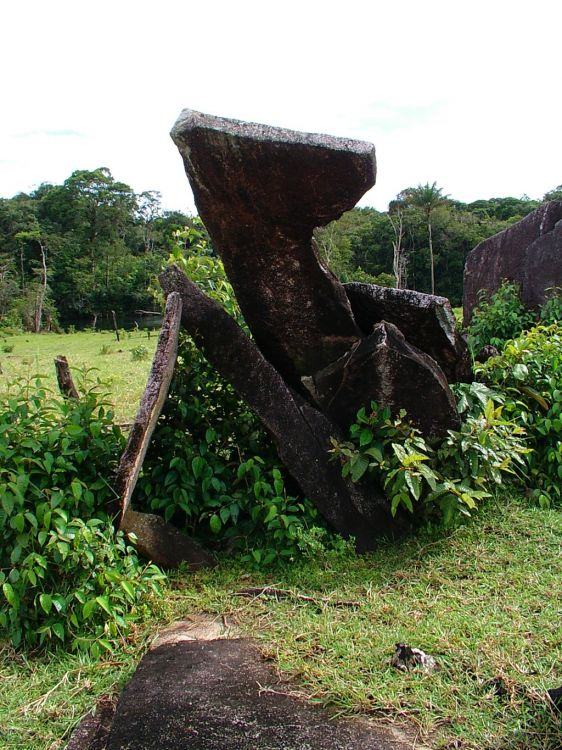
Megalitos no Parque Arqueológico do Solstício, no estado do Amapá, erguidos há entre 500 e 2000 anos, provavelmente para a realização de observações astronômicas.

Com base em evidências arqueológicas de uma escavação na Caverna da Pedra Pintada (município brasileiro de Monte Alegre) habitantes humanos se estabeleceram na região amazônica pelo menos há mais de 11 mil anos; populações paleoamericanas (última glaciação no período Pleistoceno tardio). O desenvolvimento posterior levou a assentamentos pré-históricos tardios ao longo da periferia da floresta em 1250 a.C., o que induziu a alterações na cobertura florestal.
Durante muito tempo, pensou-se que a floresta amazônica havia sido sempre pouco povoada, já que seria impossível sustentar uma grande população através da agricultura, devido à pobreza do solo da região. A arqueóloga Betty Meggers foi uma importante defensora desta ideia, tal como descrito em seu livro "Amazônia: Homem e Cultura em um paraíso falsificado". Ela alegou que uma densidade populacional de 0,2 habitante por quilômetro quadrado era o máximo que poderia ser sustentado pela floresta tropical através da caça, sendo a agricultura necessária para acolher uma população maior. No entanto, recentes descobertas antropológicas têm sugerido que a região amazônica realmente chegou a ser densamente povoada. Cerca de 5 milhões de pessoas podem ter vivido na Amazônia no ano de 1500, divididos entre densos assentamentos costeiros, tais como em Marajó, e moradores do interior (em 1900, a população tinha caído para 1 milhão e, no início dos anos 1980, era inferior a 200 mil pessoas).
O aumento demográfico das populações amazônicas na época da Pré-História tardia, combinado a outros fatores, suscitou grandes transformações entre as sociedades indígenas da Amazônia. Segundo arqueólogos, as sociedades que habitavam regiões da bacia amazônica passaram a se organizar de forma cada vez mais elaborada entre 1 000 a.C. e 1000 d.C. Os arqueólogos definem estas sociedades como Cacicados Complexos; que tornaram-se cada vez mais hierarquizadas (provavelmente contendo nobres, "plebeus" e servos cativos), com a constituição de uma chefia político-social centralizada na figura do cacique, adotação de posturas bélico-expansionistas. O comércio e os indícios arqueológicos apontam uma densidade demográfica de escala urbana nessas civilizações. Acredita-se que a monocultura era praticada, além da caça e da pesca intensivas, a produção intensa de raízes e o armazenamento de alimentos. Segundo a pesquisadora Anna Roosevelt, o desenvolvimento da agricultura intensiva nos tempos pré-históricos parece ter estado correlacionado à rápida expansão das populações das sociedades complexas.
Crônicas do início do período colonial são hoje empregadas na reconstrução das antigas civilizações brasileiras, onde cronistas estrangeiros descreveram elementos indígenas do período dos cacicados complexos. A dissolução dessas organizações sociais normalmente é relacionada à conquista, submissão europeia, que teria abalado sua estrutura demográfica.
O primeiro europeu a percorrer o comprimento do rio Amazonas foi o espanhol Francisco de Orellana em 1542. O programa Unnatural Histories, da BBC, apresenta evidências de que Orellana, ao invés de exagerar em seus relatos, como se pensava anteriormente, estava correto em suas observações de que uma civilização complexa estava florescendo ao longo da Amazônia na década de 1540. Acredita-se que a civilização mais tarde foi devastada pela propagação de doenças provenientes da Europa, como a varíola.
Em 1879, iniciou o "holocausto da borracha", período de 30 anos que a indústria da borracha escravizou indígenas na Amazônia colombo-peruana, até quase sumirem. Pois estima-se existir na época cerca de 50 mil à 100 mil nativos e, atualmente existem menos de 4 mil. Período em que a árvore, o empresário, as expedições, os roubos, determinaram o destino da Amazônia colombo-peruana.
Desde os anos 1970, vários geoglifos (zanjas ou earthworks, são largas valas feitas no solo por humanos) foram descobertos em terras desmatadas datados com idade variável de 1,5 mil a 2,5 mil anos atrás, impulsionando alegações sobre civilizações pré-colombianas, no sudoeste da bacia Amazônica principalmente na região do estado brasileiro do Acre, onde a Universidade Federal do Pará identificou 410 sítios arqueológicos com geoglifos no Acre (2010-2014). Além do Acre, existem também sítios de geoglifos distribuidos de forma descontínua em uma área de 200 mil km² entre os estados brasileiros de Rondônia e Amazonas e, província boliviana do Beni (regiões de Riberalta e Baures).
Alceu Ranzi, geógrafo brasileiro, é creditado pela primeira descoberta de geoglifos enquanto sobrevoava o estado do Acre. As últimas escavações fizeram uma descoberta no município brasileiro de Xapuri: um buraco de esteio (com 25cm de diâmetro e 1,31m de profundidade) em boas condições foi localizado em um geoglifo de formato redondo, reforçando a tese de que os indígenas pré-colombianos teriam usado paliçadas para habitação e segurança. Um conjunto de estacas de madeira fincadas verticalmente no formato de "X".
Segundo a arqueóloga inglesa Jennifer Watling, bolsista de pós-doutorado da Fundação de Amparo à Pesquisa do Estado de São Paulo (Fapesp), os geoglifos acreanos não foram construídos em área desmatada de floresta virgem; a pesquisa paleobotânica em 2011/2012 sugere que as estruturas foram feitas em florestas antropogênicas, áreas já alteradas por ação humana ao longo de anos. Pois a presença humana e a presença de partículas de carvão no local datam de quase cinco mil anos atrás, reforçando a intensificação do desmatamento ou a intensificação manejo florestal pelos indígenas da época.
Confirmado pela rede BBC, que apresentou provas de que a floresta amazônica, em vez de ser uma selva virgem, foi moldada pelos humanos há pelo menos 11 mil anos, através de práticas como a jardinagem florestal e a terra preta.
A terra preta está distribuída por grandes áreas da floresta amazônica e é agora amplamente aceita como um produto resultante do manejo do solo pelos indígenas. O desenvolvimento deste solo fértil permitiu a agricultura e a silvicultura no antigo ambiente hostil, o que significa que grande parte da floresta amazônica é, provavelmente, o resultado de séculos de intervenção humana, mais do que um processo natural, como havia sido previamente suposto. Na região das tribos do Xingu, restos de alguns destes grandes assentamentos no meio da floresta amazônica foram encontrados em 2003 por Michael Heckenberger e seus colegas da Universidade da Flórida. Entre os achados, estavam evidências de estradas, pontes e praças de grande porte.

### Estudos científicos
Os conhecimentos sobre a Amazônia tiveram seu início com um longo período de observações empíricas por parte dos povos indígenas, em especial tupis e aruaques (Colômbia). Nesta fase, foram identificados os principais padrões florísticos e ecológicos da região, além de selecionadas diversas plantas medicinais e madeiras úteis. Nos séculos XVI a XVIII, deu-se a conquista da Amazônia por portugueses e espanhóis, com o arrasamento de populações locais. Tal processo foi atenuado por missões religiosas, que recuperaram parcialmente os conhecimentos indígenas. Nesta época, foram feitas as explorações de Orellana (1540 a 1542) e Pedro Teixeira (1638 a 1639), registradas pelos freis Gaspar de Carvajal e Cristóbal de Acuña, respectivamente. Também ocorreram as expedições de La Condamine (1743) e a "Viagem Filosófica" de Alexandre Rodrigues Ferreira (1783 a 1792).

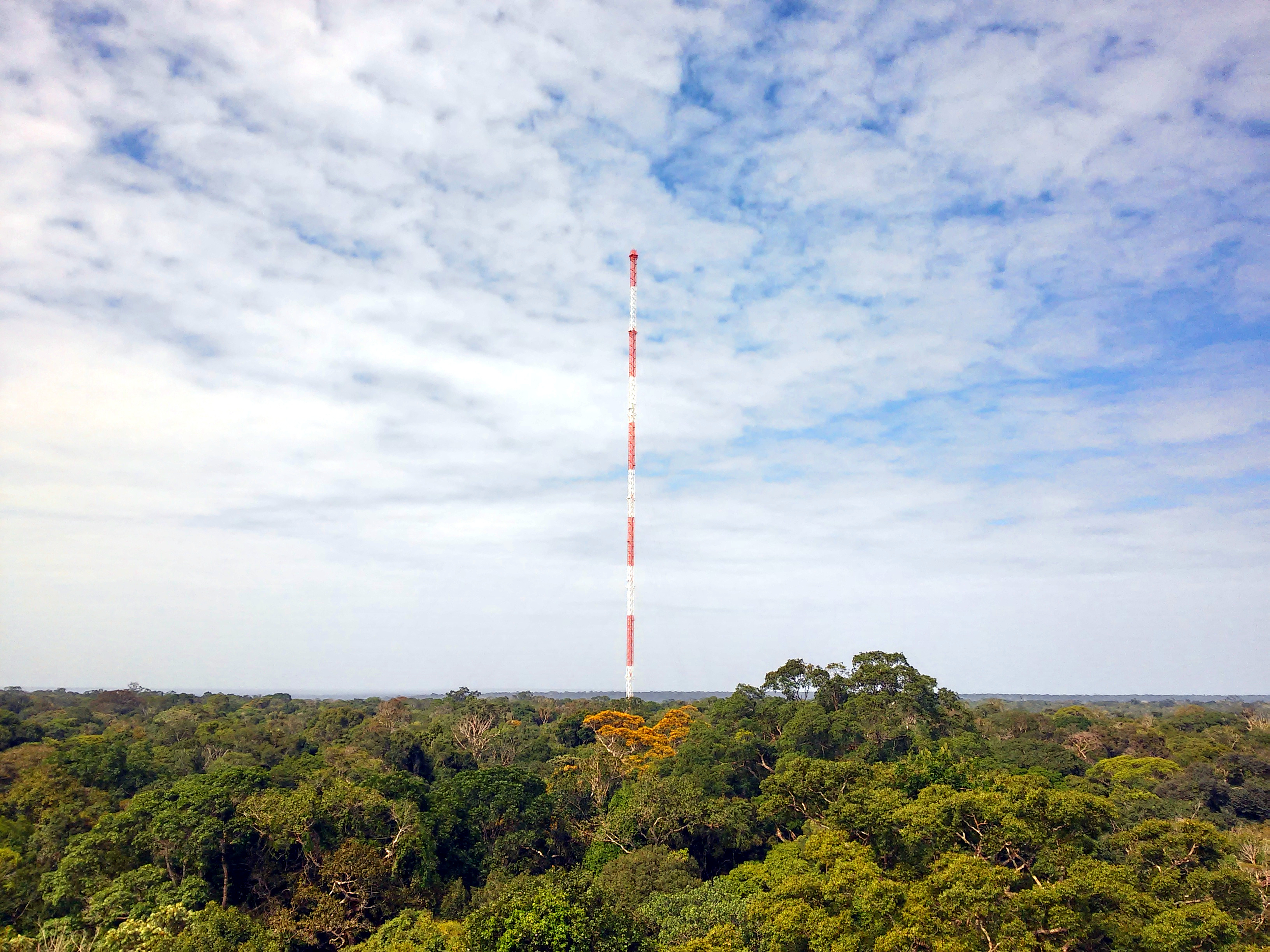
Observatório de Torre Alta da Amazônia, no Amazonas.

No século XIX, Humboldt identificou a zonação altitudinal da vegetação. Entretanto, o alemão foi impedido de entrar no território brasileiro, podendo explorar apenas a Amazônia sob domínio espanhol. Com a vinda da família real portuguesa para o Brasil em 1808, os estudos do território, antes restritos, ganharam novo impulso. Ocorreram a Expedição Austríaca (1817 a 1835), com os naturalistas Carl von Martius e Johann Baptist von Spix, resultando na obra Flora Brasiliensis, feita com a colaboração de 65 botânicos, além da Expedição Langsdorff (1824 a 1829), com os artistas Aimé-Adrien Taunay e Hércules Florence. Ainda neste período, marcado por relatos de viajantes ou estudos isolados, foram feitas observações importantes por Bates, Wallace, o casal Henri Coudreau e Olga Coudreau, Chermont de Miranda, Barbosa Rodrigues, João Alberto Masô, Ermanno Stradelli, Luigi Buscalioni e Richard Spruce. Na fase seguinte, a pesquisa é institucionalizada, com a fundação, no final do século XIX, do Museu Goeldi, um centro de pesquisas e formação de pessoal nas áreas de história natural e etnografia. Dentre os estudos de relevo associados ao museu, estão os de Jacques Huber, Adolpho Ducke, João Murça Pires e William Antônio Rodrigues. O museu também serviu de modelo para a criação de outras instituições, como o Instituto Nacional de Pesquisas da Amazônia (INPA), em 1952.
Entre 1907 e 1915, ocorreram as expedições da Comissão Rondon, percorrendo Goiás, Mato Grosso, Rondônia e Amazonas, acompanhada por diversos pesquisadores: na zoologia, Alípio de Miranda; na geologia, Euzébio de Oliveira; na antropologia, Roquette-Pinto; e na botânica, Frederico Carlos Hoehne e João Geraldo Kuhlmann. Nos anos 1970 e 1980, o Projeto Radambrasil realizou um extenso levantamento do território com uso de imagens de radar.
Em 2022 teve início o AmazonFACE, um programa de pesquisas científicas do Ministério da Ciência, Tecnologia e Inovações (MCTI), coordenado pelo Instituto Nacional de Pesquisas da Amazônia (INPA/MCTI) e Universidade Estadual de Campinas (Unicamp), em cooperação internacional com o governo britânico. Localizado em estação de pesquisa do INPA a cerca de 80 km de Manaus (AM), o programa visa produzir conhecimento, por meio da tecnologia "Free-Air CO2 Enrichment" (FACE), sobre a resiliência da floresta tropical frente às mudanças climáticas, com o objetivo de orientar políticas de mitigação e adaptação às mudanças climáticas envolvendo a região Amazônica.

### Biotecnologia
O enorme potencial de biodiversidade no bioma resultou na implementação do Centro de Biotecnologia da Amazônia. A iniciativa, composta por investimento público e privado, visa o desenvolvimento de novas tecnologias através do estudo do patrimônio biológico e cultural amazônico, além de soluções para problemas da indústria local. Um exemplo seria a pesquisa conduzida pelo Instituto Transire, transformando itens de descarte de peixarias em biodisel. O resultado é a economia de gastos com o consumo de energia elétrica pela empresa e a diminuição de resíduos orgânicos jogados nos rios, diminuindo a poluição dos corpos d'água. A energia mais barata permite aos frigoríficos, inclusive, estocar os produtos pescados durante o período permitido por lei, possibilitando que funcionem o ano todo. Iniciativas similares também são pesquisadas em estados do nordeste do Brasil para viabilizar a produção de energia local para cidades e comunidades.

## Geografia

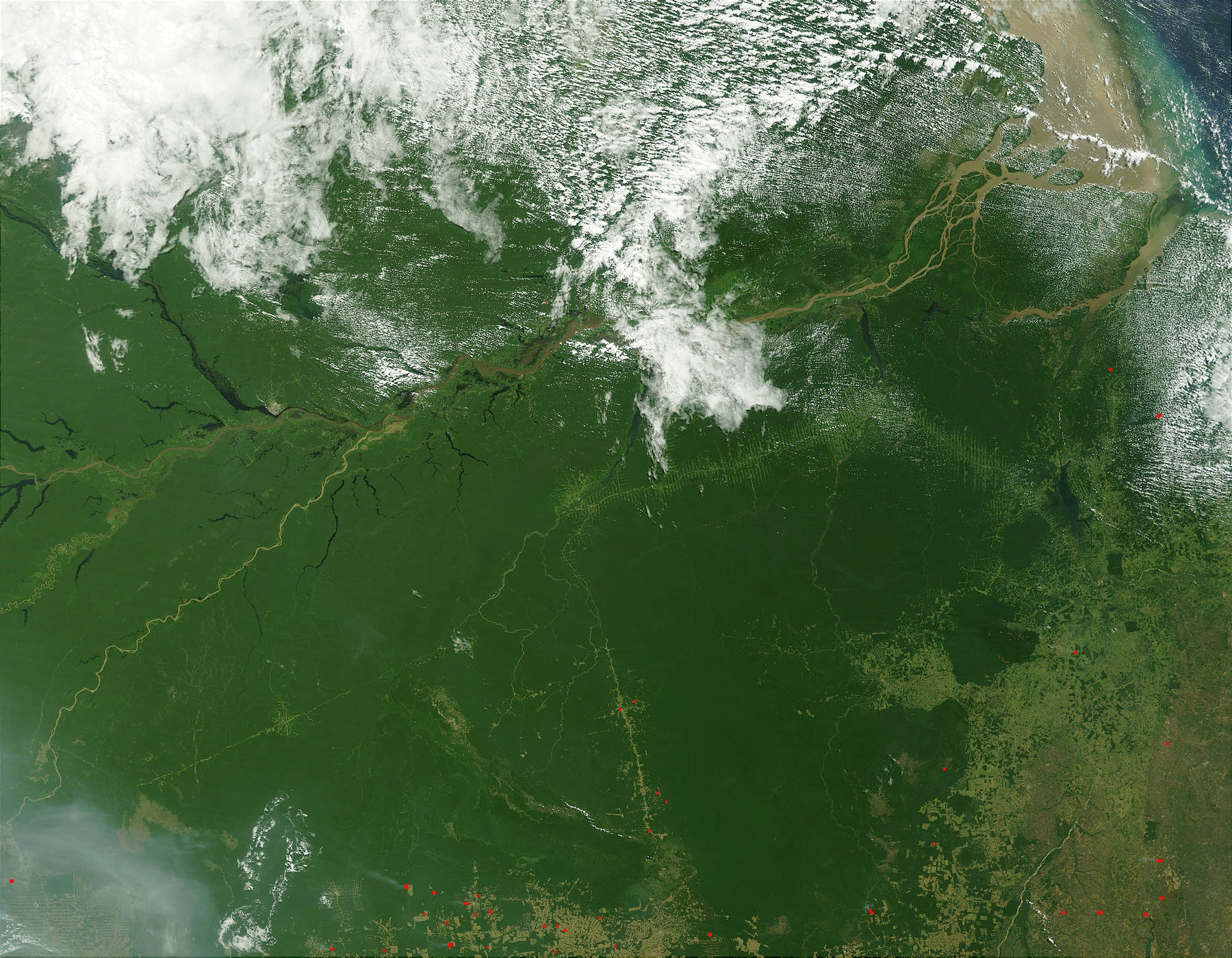
Imagem de satélite da floresta Amazônica.

A Amazônia é uma das três grandes florestas tropicais do mundo e a maior floresta delas, enquanto perde em tamanho para a taiga siberiana que é uma floresta de coníferas, árvores em forma de cones, os pinheiros.
A Floresta Amazônica possui a aparência, vista de cima, de uma camada contínua de copas largas, situadas a aproximadamente 30 m acima do solo. A maior parte de seus cinco milhões de quilômetros quadrados, ou 42 por cento do território brasileiro, é composta por uma floresta que nunca se alaga, em uma planície de 130 a 200 m de altitude, formada por sedimentos do lago Belterra, que ocupou a bacia Amazônica há entre 1,8 milhão e 25 mil anos. Ao tempo em que os Andes se erguiam, os rios cavaram seu leito.[carece de fontes?]

### Clima

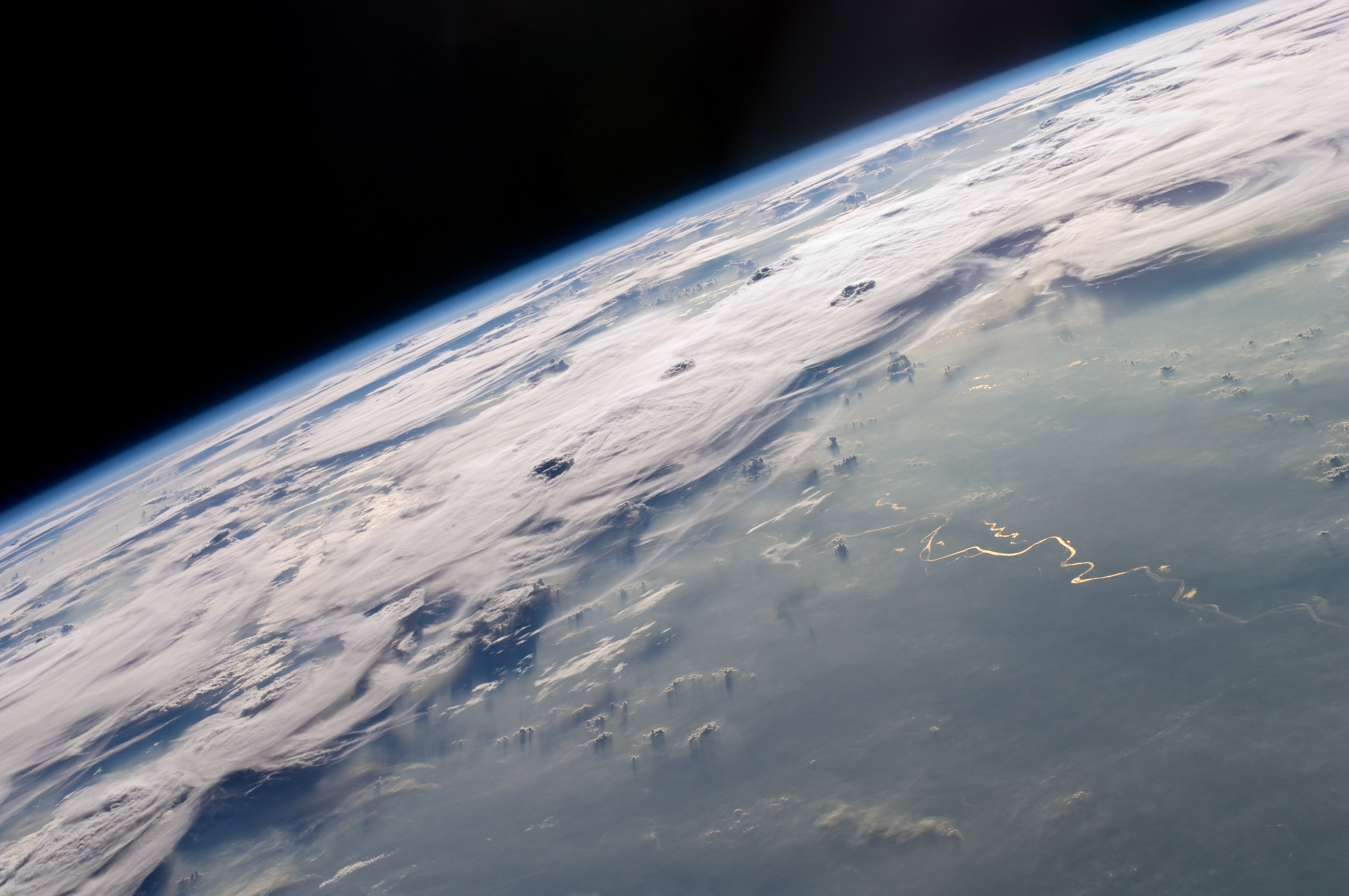
Fotografia do limbo da Terra vista da Estação Espacial Internacional, sobre o Norte do Brasil, durante a Expedição 20. A vegetação da Amazônia, a maior floresta tropical da Terra, influencia fortemente o ciclo da água regional.

No Pleistoceno o clima da Amazônia alternou-se entre frio-seco, quente-úmido e quente-seco. Na última fase frio-seca, há cerca de 18 ou 12 mil anos, o clima amazônico era semiárido, e o máximo de umidade ocorreu há sete mil anos. Na fase semiárida, predominaram as formações vegetais abertas, como cerrado e caatinga, com "refúgios" onde sobrevivia a floresta. Atualmente o cerrado subsiste em abrigos no interior da mata.[carece de fontes?]
Atualmente, o clima na floresta Amazônica é equatorial, quente e úmido, devido à proximidade à Linha do Equador (contínua à Mata Atlântica), com a temperatura variando pouco durante o ano. As chuvas são abundantes, com as médias de precipitação anuais variando de 1 500 mm a 1 700 mm, podendo ultrapassar 3 000 mm na foz do rio Amazonas e no litoral do Amapá. O principal período chuvoso dura seis meses. A Amazônia colombiana é a região mais extensa e menos povoada do território, que apresenta elevada umidade, pluviosidade e, calor, assim como a Amazônia equatoriana, localizada no lado leste das montanhas, que também compartilha o clima das outras zonas da bacia amazônica.
A Amazônia é considerada pela comunidade científica uma peça importante para o equilíbrio climático em quase toda a América do Sul. Parte da umidade do ar (que, posteriormente, se transforma em chuva) importante para as regiões Centro-Oeste, Sul e Sudeste do Brasil em vários meses do ano são justamente da Amazônia, levada pelos ventos para essas regiões. A Amazônia é importante para o equilíbrio do clima no Brasil, no Paraguai, no Uruguai e até na Argentina.

### Hidrografia
Na Amazônia, há inúmeros rios caudalosos, devido à elevada pluviosidade na área, sendo que as mudanças nas vazões também sofrem efeitos das variações climáticas. Na Amazônia colombiana o rio Catatumbo tem 450 km de comprimento, compreendendo os rios San Miguel, Zulia, Sardinata, Orú, Tarra e, os riachos Urugmita, Labranza, Seca, Cargamenta e, San Calixto/Maravilla. O Catatumbo desemboca no lago de Maracaibo (maior da América do Sul), na Venezuela.
Na Amazônia peruana, semelhante ao rio Amazonas brasileiro, esta região possui cachoeiras, sendo um atrativo turístico formado, onde se destaca: o bosque nublado, a Fortaleza de Kuélap e, a catarata de Gocta.

#### Rio Amazonas
O rio Amazonas, localizado na América do Sul, é o maior rio em vazão de água da Terra e o segundo mais extenso do mundo, após o Rio Nilo. Com 6 992,06 quilômetros, percorre o norte da América do Sul, a floresta amazônica e deságua no Oceano Atlântico. Possui mais de mil afluentes, sendo que alguns deles, como o Madeira, o Negro e o Japurá, estão entre os 10 maiores rios do planeta.
É, de longe, o rio com maior fluxo de água por vazão, com uma média superior que a dos próximos sete maiores rios combinados (excluindo Madeira e rio Negro, que são afluentes do próprio Amazonas). A Amazônia, que tem a maior bacia hidrográfica do mundo, com mais de 7 milhões de quilômetros quadrados, é responsável por cerca de um quinto do fluxo fluvial total do mundo, sendo que a água que flui pelos rios amazônicos equivale a 20% da água doce líquida da Terra.
O Amazonas tem sua origem na nascente do rio Apurímaque (alto da parte ocidental da cordilheira dos Andes), no sul do Peru, e deságua no oceano Atlântico, no norte brasileiro. Ao longo de seu percurso recebe, ainda no Peru, os nomes de Carhuasanta, Lloqueta, Apurímaque, Ene, Tambo, Ucaiáli e Amazonas. Ele entra no território brasileiro com o nome de rio Solimões e finalmente, em Manaus, após a junção com o rio Negro, assim que suas águas se misturam ele recebe o nome de Amazonas e como tal segue até a sua foz no oceano Atlântico. Sua foz é classificada como mista, por apresentar uma foz em estuário e em delta. O rio Amazonas é o único com uma foz mista no mundo.

### Biodiversidade

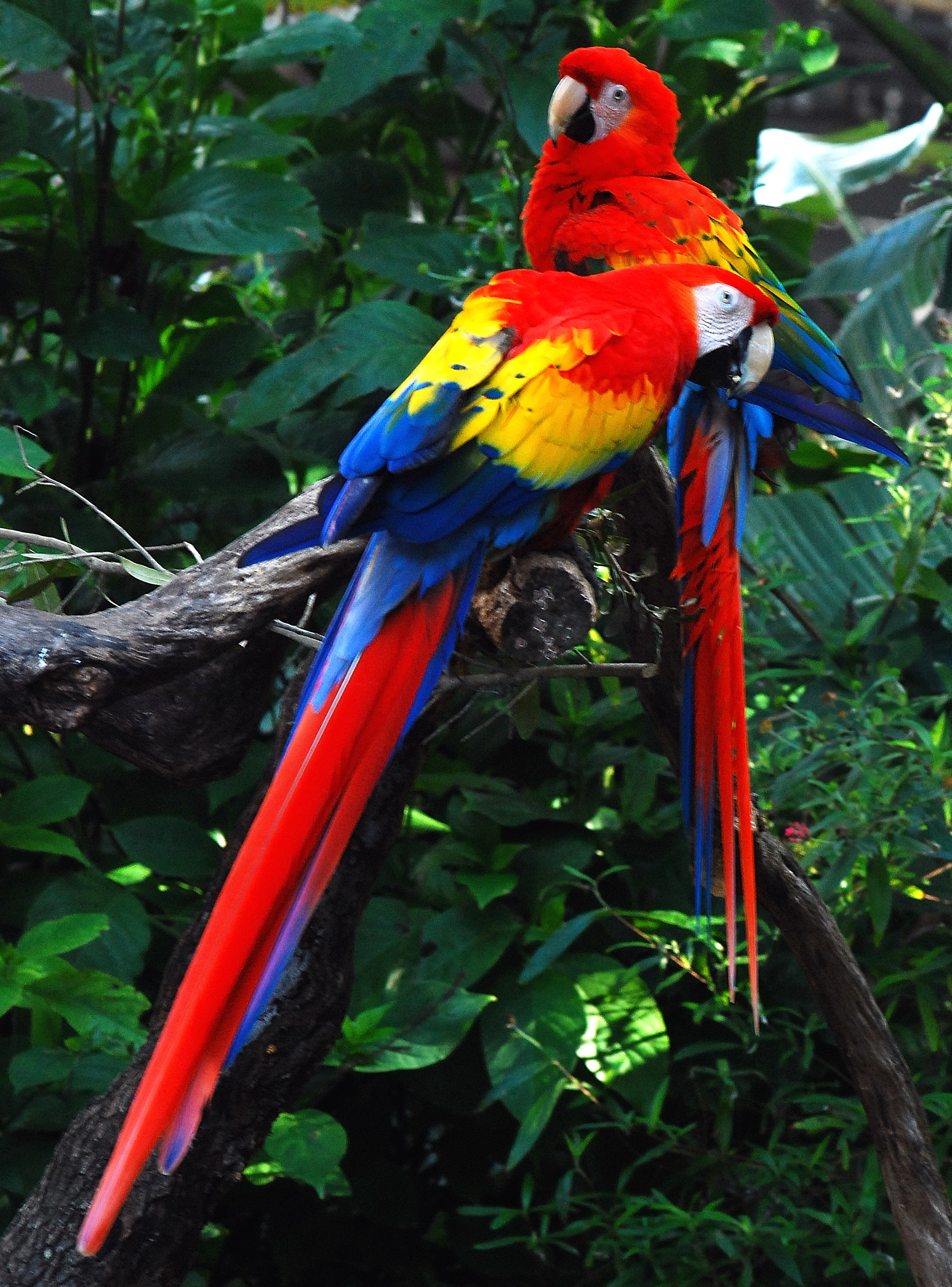
Araracanga, ave natural da América tropical.

Florestas tropicais úmidas são biomas muito biodiversos e as florestas tropicais da América são consistentemente mais biodiversas do que as florestas úmidas da África e Ásia. Com a maior extensão de floresta tropical da América, as florestas tropicais da Amazônia têm inigualável biodiversidade. Uma em cada dez espécies conhecidas no mundo vive na Floresta Amazônica. Esta constitui a maior coleção de plantas vivas e espécies animais no mundo.
A região é o lar de cerca de 2,5 milhões de espécies de insetos, dezenas de milhares de plantas e cerca de 2 000 aves e mamíferos. Até o momento, pelo menos 40 000 espécies de plantas, 3 000 de peixes, 1 294 aves, 427 mamíferos, 428 anfíbios e 378 répteis foram classificadas cientificamente na região. Um em cada cinco de todos os pássaros no mundo vivem nas florestas tropicais da Amazônia. Os cientistas descreveram entre 96 660 e 128 843 espécies de invertebrados só no Brasil.
A diversidade de espécies de plantas é a mais alta da Terra, sendo que alguns especialistas estimam que um quilômetro quadrado amazônico pode conter mais de mil tipos de árvores e milhares de espécies de outras plantas superiores. De acordo com um estudo de 2001, um quarto de quilômetro quadrado de floresta equatoriana suporta mais de 1 100 espécies de árvores.
Um quilômetro quadrado de floresta amazônica pode conter cerca de 90 790 toneladas métricas de plantas vivas. A biomassa da planta média é estimada em 356 ± 47 toneladas ha−1. Até o momento, cerca de 438 mil espécies de plantas de interesse econômico e social têm sido registradas na região, com muitas mais ainda a serem descobertas ou catalogadas.

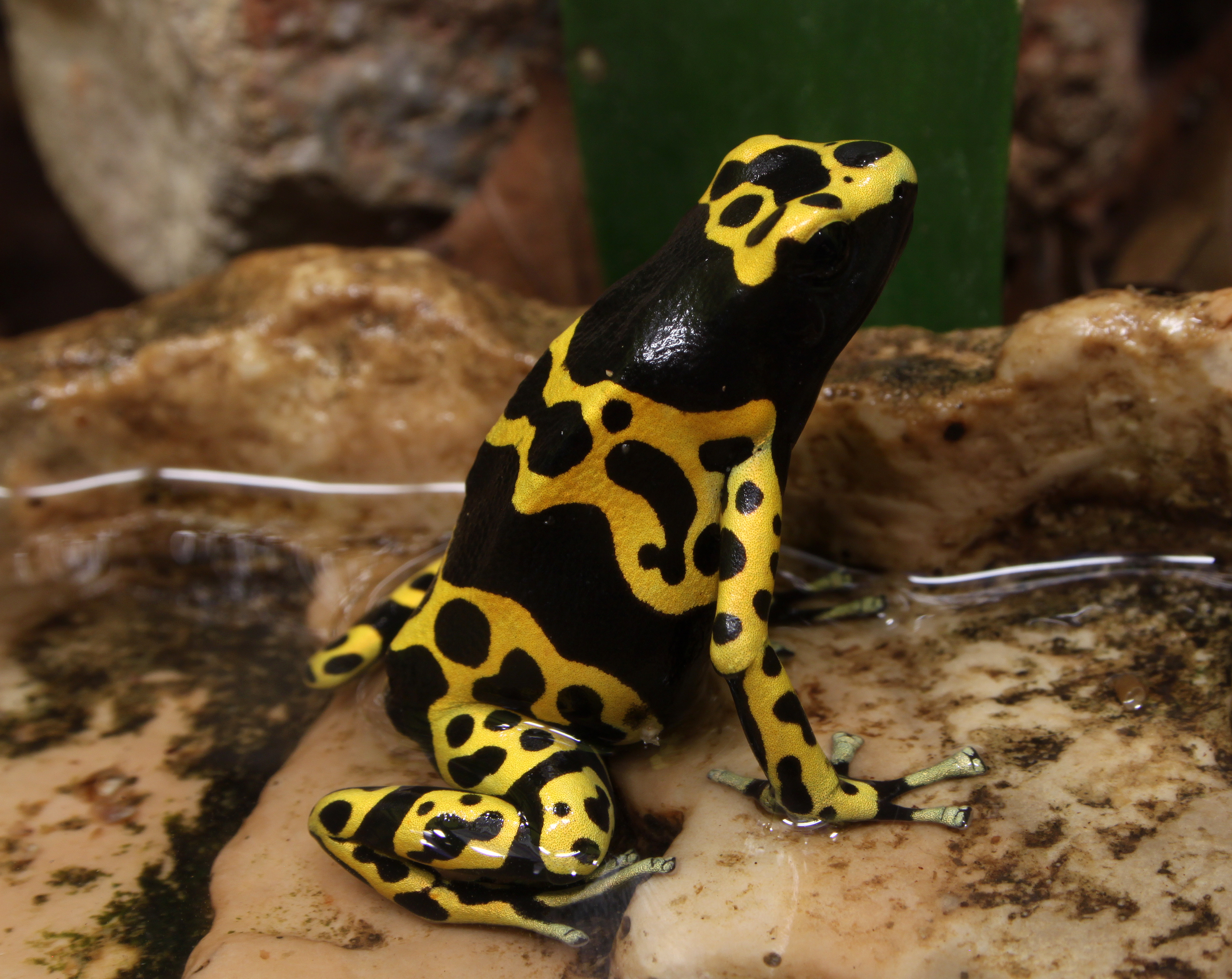
O desmatamento na Amazônia ameaça muitas espécies de rãs de árvore, que são muito sensíveis às mudanças ambientais. Na imagem, o Dendrobates leucomelas.

A área foliar verde das plantas e árvores na floresta varia em cerca de 25 por cento, como resultado de mudanças sazonais. Essa área expande-se durante a estação seca quando a luz solar é máxima, então sofre uma abscisão durante a estação úmida nublada. Estas mudanças fornecem um balanço de carbono entre fotossíntese e respiração.
A floresta contém várias espécies que podem representar perigo. Entre as maiores criaturas predatórias estão o jacaré-açu, onça-pintada (ou jaguar), suçuarana (ou puma) e a sucuri. No rio Amazonas, enguias elétricas podem produzir um choque elétrico que pode atordoar ou matar, enquanto as piranhas são conhecidas por morder e machucar seres humanos. Em suas águas, também é possível se observar um dos maiores peixes de água doce do mundo, o pirarucu. Várias espécies de sapos venenosos secretam toxinas lipofílicas alcaloides através de sua carne. Há também inúmeros parasitas e vetores de doenças. Morcegos-vampiros habitam na floresta e podem espalhar o vírus da raiva. Malária, febre amarela e dengue também podem ser contraídas na região amazônica.
A fauna e flora amazônicas foram descritas no impressionante Flora Brasiliensis (15 volumes), de Carl von Martius, naturalista austríaco que dedicou boa parte de sua vida à pesquisa da Amazônia, no século XIX. Todavia, a diversidade de espécies e a dificuldade de acesso às copas elevadas tornam ainda desconhecida grande parte das riquezas faunísticas.
Na Amazônia Venezuelana, mais de metade das espécies de aves e mamíferos do país são encontradas nas florestas da Amazônia e ao sul do rio Orinoco.
A Guiana possui a maior biodiversidade entre os países da comunidade CARICOM, é uma das cinco áreas mais arborizadas do mundo com desmatamento inexistente, e assinou um acordo de cooperação referente a região amazônica.

### Produção de oxigênio

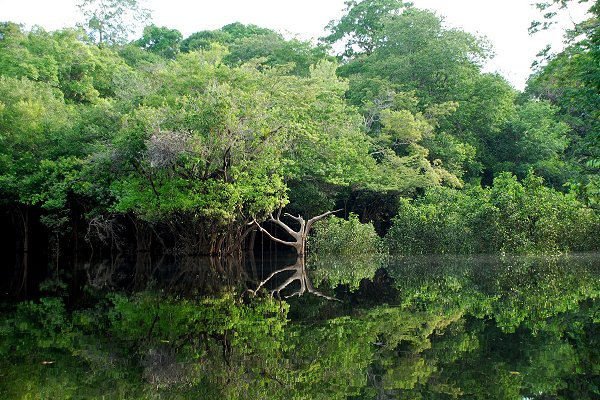
Paisagem da Amazônia a oeste de Manaus, no Brasil.

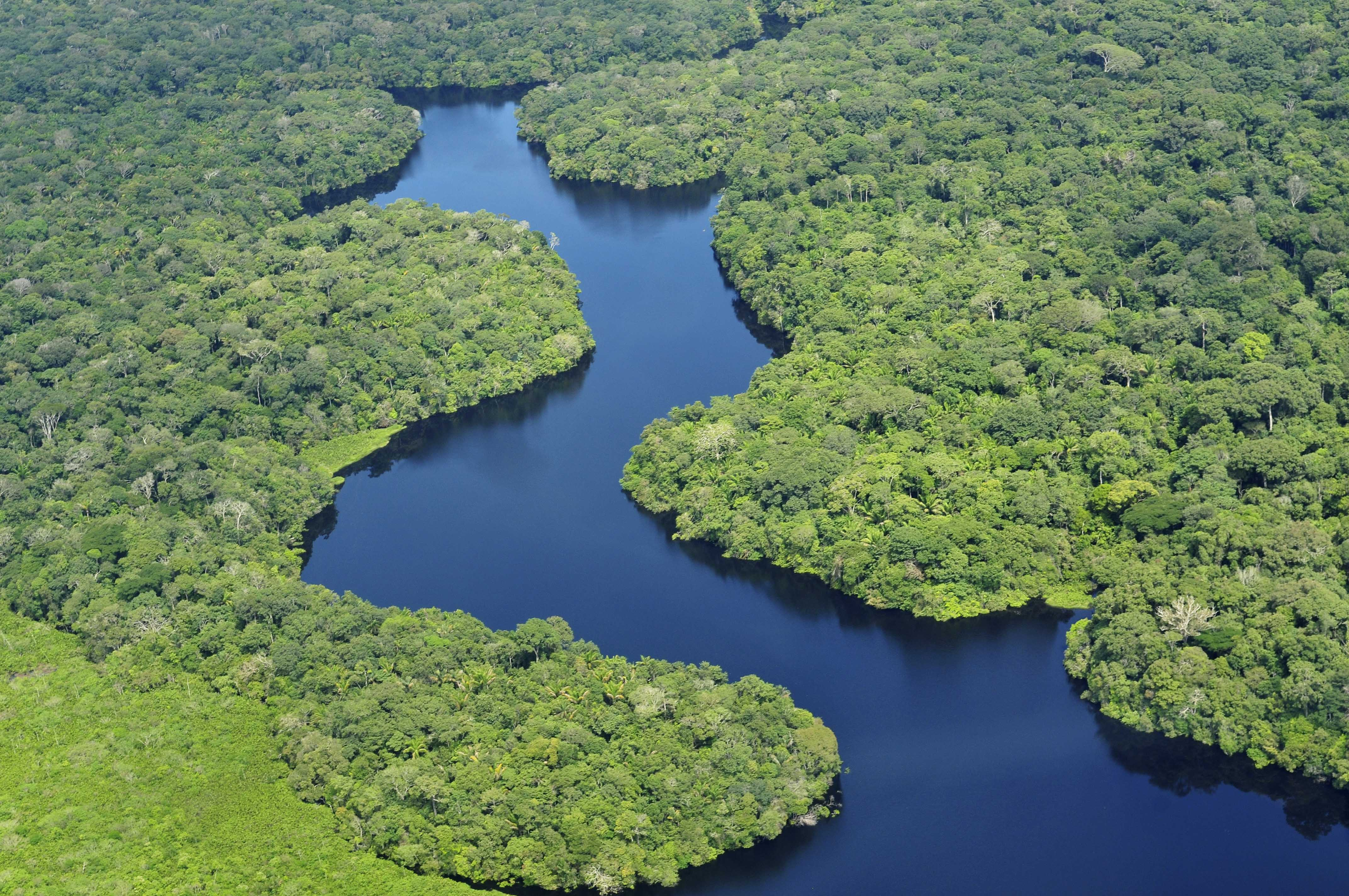
Vista aérea de uma região da Amazônia próxima a Manaus

A alegação de que a Amazônia seria o "pulmão do mundo" é bastante usada na mídia e em postagens de políticos e celebridades nas redes sociais. No entanto, quase todo o oxigênio respirável da Terra se origina de fitoplânctons que vivem nos oceanos do planeta e existe em quantidade suficiente para durar milhões de anos.
A afirmação de que a Amazônia produz 20% de oxigênio é fisicamente impossível, visto que simplesmente não há dióxido de carbono suficiente na atmosfera da Terra para que as árvores fotossintetizem em um quinto do oxigênio do planeta. Na realidade, cálculos baseados em um estudo de 2010 estima-se que as florestas tropicais são responsáveis por 34% da fotossíntese que ocorre em terra e a Amazônia representaria cerca de metade disso. Isso significaria que a Amazônia gera cerca de 16% do oxigênio produzido em terra. Essa porcentagem cai para 9% quando se leva em consideração o oxigênio produzido pelo fitoplâncton no oceano. O Project Drawdown, que pesquisa soluções de mudanças climáticas, chegou a uma estimativa mais conservadora de 6%. A fotossíntese das plantas é, em última análise, responsável pelo oxigênio respirável, apenas uma fração muito pequena do crescimento da planta realmente contribui para a reserva de oxigênio no ar. Mesmo que toda a matéria orgânica na Amazônia fosse queimada de uma só vez, menos de 1% do oxigênio do mundo seria consumido.

## Conservação e desmatamento

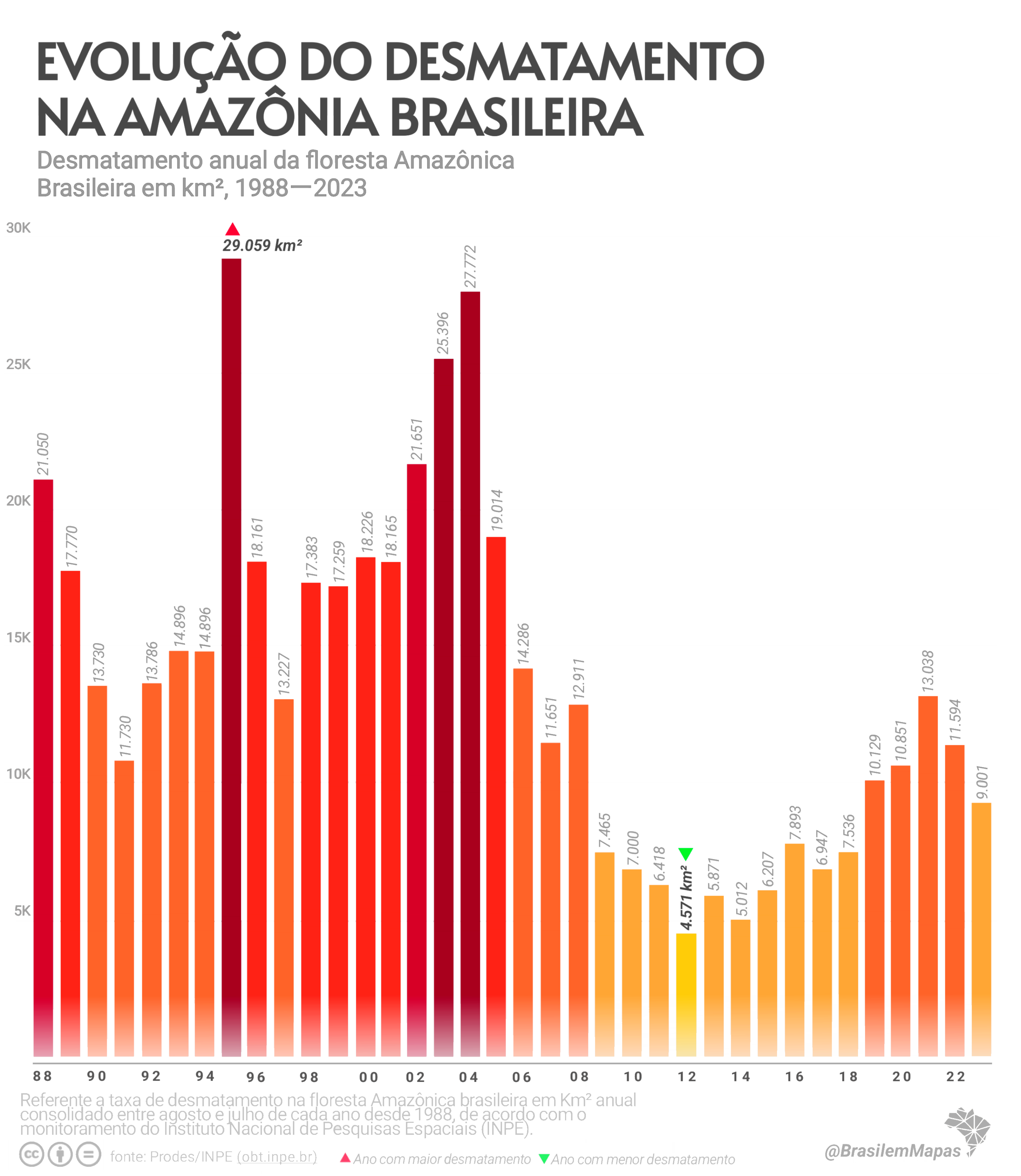
Gráfico do histórico de desmatamento na Floresta Amazônica brasileira (1988-2023), de acordo com o INPE.

O desmatamento é a conversão de áreas florestais para áreas não florestadas. As principais fontes de desmatamento na Amazônia são assentamentos humanos e o desenvolvimento da terra. Antes do início dos anos 1960, o acesso ao interior da floresta era muito restrito e a floresta permaneceu basicamente intacta.
Fazendas estabelecidas durante a década de 1960 eram baseadas no cultivo e corte e no método de queimar. No entanto, os colonos eram incapazes de gerir os seus campos e culturas por causa da perda de fertilidade do solo e a invasão de ervas daninhas. Os solos da Amazônia são produtivos por apenas um curto período de tempo, o que faz com que os agricultores estejam constantemente mudando-se para novas áreas e desmatando mais florestas. Estas práticas agrícolas levaram ao desmatamento e causaram extensos danos ambientais. O desmatamento é considerável e áreas desmatadas de floresta são visíveis a olho nu do espaço exterior.
Entre 1991 e 2000, a área total de floresta perdida na Amazônia subiu de 415 000 para 587 000 quilômetros quadrados, com a maioria da floresta desmatada sendo transformada em pastagens para o gado. Setenta por cento das terras anteriormente florestadas da Amazônia e 91% das terras desmatadas desde 1970 são usadas para pastagem de gado.

O Brasil também é um dos maiores produtores mundiais de soja depois dos Estados Unidos. As necessidades dos agricultores de soja têm sido usadas para validar muitos dos projetos de transporte controversos que estão atualmente em desenvolvimento na Amazônia. As duas primeiras rodovias com sucesso abriram a floresta tropical e levaram ao aumento do desmatamento. A taxa de desmatamento médio anual entre 2000 e 2005 (22 392 km² por ano) foi 18% maior do que nos últimos cinco anos (19 018 km² por ano). Na primeira década do século XXI, o desmatamento tinha diminuído significativamente na Amazônia brasileira. No entanto, de acordo com dados do Instituto Socioambiental (Isa), nos dois primeiros meses de 2019 a destruição da vegetação nativa na bacia do rio Xingu atingiu 8 500 hectares de floresta, o equivalente a 10 milhões de árvores e superou em 54% o desmatamento no mesmo período em 2018. Os dados foram obtidos por meio do Sirad X, o sistema de monitoramento de desmatamento da Rede Xingu. Em 21 de agosto de 2019, após o Instituto Nacional de Pesquisas Espaciais (INPE) detectar mais 74 mil focos de incêndios florestais na Amazônia.

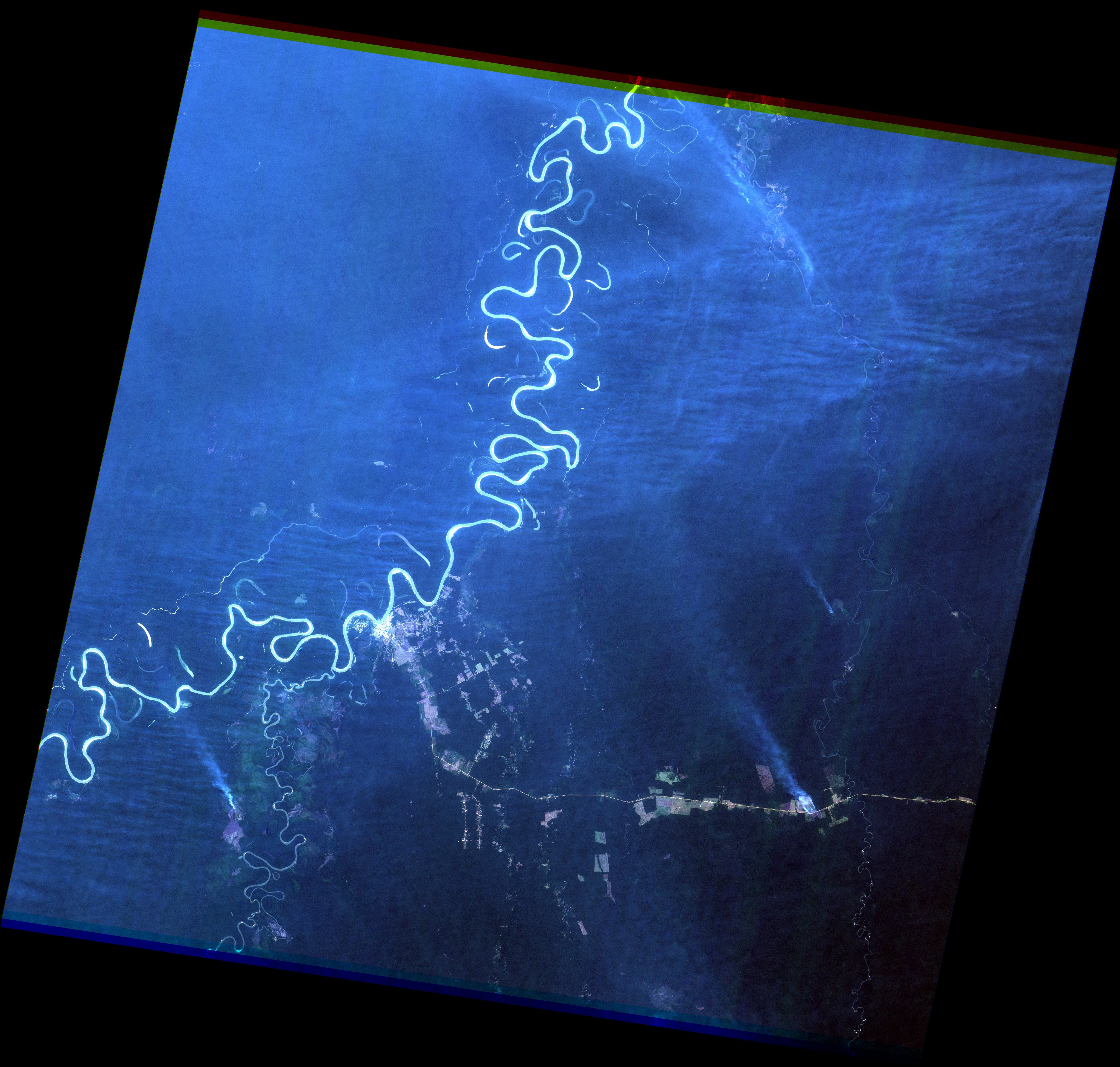
Imagens de satélite do Inpe ao longo do rio Purus, no Amazonas, em 16 de agosto de 2019, mostrando várias nuvens de fumaça de incêndios florestais.

Ambientalistas estão preocupados com a perda de biodiversidade resultante da destruição da floresta. Outro fator preocupante é a emissão de carbono, que pode acelerar o aquecimento global. A vegetação da Amazônia possui cerca de 10% das reservas de carbono do mundo em seu ecossistema. Estudos mostram que o desmatamento insustentável da floresta levará à redução das chuvas e ao aumento da temperatura. Esses efeitos estão prejudicando severamente a agricultura brasileira; somente entre 2006 e 2019, os produtores de soja e milho no Brasil perderam mais de US$ 1 bilhão.

### Mineração
Em agosto de 2017, foi publicado no Diário Oficial da União (DOU) a decisão do presidente Michel Temer de extinguir a Reserva Nacional do Cobre e seus associados (Renca), liberando uma área com 47 mil metros quadrados para mineração privada. O senador Randolfe Rodrigues (Rede-AP), disse que "O decreto é o maior ataque à Amazônia dos últimos 50 anos. Nem a ditadura militar ousou tanto. Nem a Transamazônica foi tão ofensiva. Nunca imaginei que o governo tivesse tamanha ousadia". Gisele Bundchen também criticou a decisão dizendo: "VERGONHA! Estão leiloando nossa Amazônia! Não podemos destruir nossas áreas protegidas em prol de interesses privados". O diretor-executivo da World Wide Fund for Nature (WWF) no Brasil, Maurício Voivodic disse que "É uma tragédia realmente anunciada. Vai resultar em desmatamento, contaminação dos rios e o perigo da atividade mineira é associado a outras atividades ilegais, como garimpo. É uma visão antiga de desenvolvimento, da Amazônia como provedora de recursos naturais". Voivodic citou como exemplo o desastre de Mariana e do Rio Doce envolvendo a mineradora Samarco.

### Risco de colapso ecológico
Devido às mudanças climáticas, há um alto risco de que o ecossistema amazônico entre em colapso nos próximos anos, especialmente porque a estação seca foi estendida em até um mês por ano nas últimas décadas. Além disso, o desmatamento continua a ser um dos fatores destrutivos mais importantes na Amazônia. Até 2017, o desmatamento acumulado foi estimado em cerca de 800 000 hectares, aproximadamente 20% da floresta amazônica. Outro fator destrutivo importante são os incêndios. Um estudo de dados de satélite constatou que, de 2003 a 2020, a maior ocorrência de incêndios na Amazônia não ocorreu em épocas de seca prolongada, mas dependeu mais das atividades agrícolas. De acordo com o estudo, cerca de 20% das queimadas agrícolas se espalharam para áreas de floresta primária. Dados de satélite mostraram que as queimadas são muito menos frequentes em áreas classificadas como territórios indígenas.
A poluição do ar na Amazônia é causada principalmente pela queima de biomassa. Entretanto, outras fontes de poluição antropogênica são significativas. Entre elas estão as seguintes:
- Emissões de gás e aerossol de usinas termoelétricas.
- Emissões de gás e aerossol em centros urbanos, como Manaus, Santa Cruz de la Sierra, Belém e São Luís.
- Emissões de metano em represas.
- Emissões de gás e aerossol de embarcações fluviais.
- Ressuspensão de poeira proveniente de atividades de mineração.
- Perturbação dos ecossistemas pela construção de novas estradas e rodovias, como a BR-319 e a Transamazônica.

Recentemente, a comunidade científica alertou sobre o processo acelerado de conversão do ecossistema amazônico em savana, especialmente no leste e no sul da bacia. No entanto, o momento exato em que a Amazônia atingirá o ponto de não retorno ainda está sendo estudado. O projeto de pesquisa AmazonFACE está procurando gerar respostas sobre como as mudanças climáticas estão afetando o ecossistema amazônico. Foram identificadas espécies de árvores que podem absorver mais CO₂, um fator fundamental que poderia ajudar a tornar a floresta mais resiliente. O projeto AmazonFACE é caracterizado por uma maioria de mulheres.
A crescente destruição da Amazônia levou diferentes comunidades indígenas a se organizarem para defender o ecossistema. Um dos grupos mais ativos tem sido os "guardiões da floresta" do povo Guajajara. Entre 2000 e 2018, 42 indígenas Guajajara foram mortos em confrontos com invasores. Devido ao alto nível de violência, os guardiões da floresta recorreram à defesa armada. De acordo com Nina Gualinga, uma ativista indígena equatoriana, é importante manter a defesa da floresta como prioridade da luta indígena e evitar cair na armadilha dos mercados de carbono, que criam a ilusão de que estamos fazendo algo pela conservação dos sistemas naturais. Recentemente, a União Internacional para a Conservação da Natureza decidiu incluir a representação indígena na organização com um status especial, no nível dos governos e das ONGs, como parte de um plano de ação global para acabar com a destruição e o extrativismo na Amazônia.